# Tipasa de Maurétanie
Tipasa de Maurétanie est un site archéologique situé sur le territoire de la commune de Tipaza en Algérie, qui conserve les ruines d'une ville romaine. Le site a été classé patrimoine mondial de l'humanité par l'UNESCO en 2002 en décrivant le site comme " l'un des plus extraordinaires complexes archéologiques du Maghreb " reflétant de manière très significative les contacts entre les berbères et les vagues de colonisation punique et romaine entre le VIe siècle av. J.-C. et le VIe siècle de notre ère.

## Historique

Localisation de Tipasa dans l'Afrique romaine

### Étymologie
Sur un promontoire à l'abri du mont Chenoua les Phéniciens fondent un comptoir vers le VIe siècle av. J.-C. : de cette origine la ville tire son nom qui signifie passage ou escale , les Arabes l'appelaient Tefassed qui signifie détérioré, les Français l'ont appelée Tipaza. Pour d'autres sources, Tipasa serait la déformation du mot berbère Tafsa, qui signifie grès ou pierre calcaire, toujours en usage dans beaucoup de régions du Nord d'Afrique.Le nom de ce lieu-dit, dans la langue des premiers habitants de cette région (les Imazighens, qui s’appellent eux-mêmes "Leqbayel"), provient de l’époque où ce que l’on appelle aujourd’hui la Kabylie désignait l’ensemble des zones tribales situées à proximité des villes ("Houaders"), comme la Kabylie actuelle par rapport à Béjaïa et Tizi Ouzou. De plus, à Tipaza, le dialecte berbère parlé est le Chenoui, un dialecte ancien préservant des formes linguistiques archaïques. Ce terme est davantage sociologique qu’ethnique.

### Époque punique

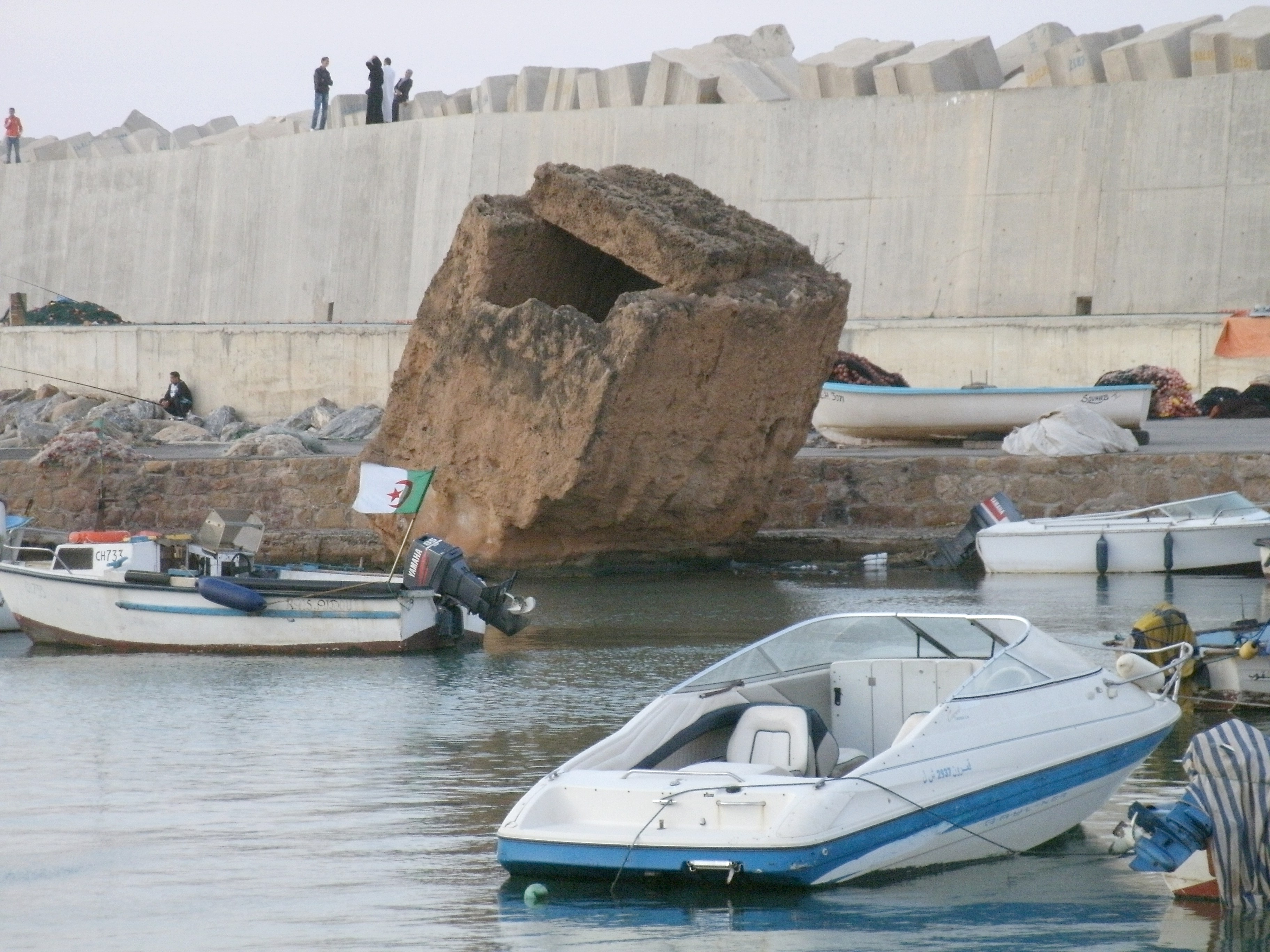
Caveau punique du port de Tipaza

L'emplacement du comptoir a été choisi comme un point de relâche entre Icosium (Alger) et Caesarea (Cherchel) offrant un refuge pour les navigateurs sur leur route vers les Colonnes d'Hercule (Gibraltar). Le comptoir se développe et devient vers le IIe siècle av. J.-C. une véritable cité punique inféodée à Carthage. Des stèles représentant des symboles phéniciens tels que le Signe dit de Tanit et des pièces de monnaie typiques de Carthage représentant le cheval et le palmier qui témoignent de l'influence punique sur la ville outre le mobilier funéraire retrouvé dans les différentes nécropoles puniques attestent de l'importance de cette ville, des nécropoles considérées par l'UNESCO comme des plus anciennes et des plus étendues du monde punique.

### Époque numide

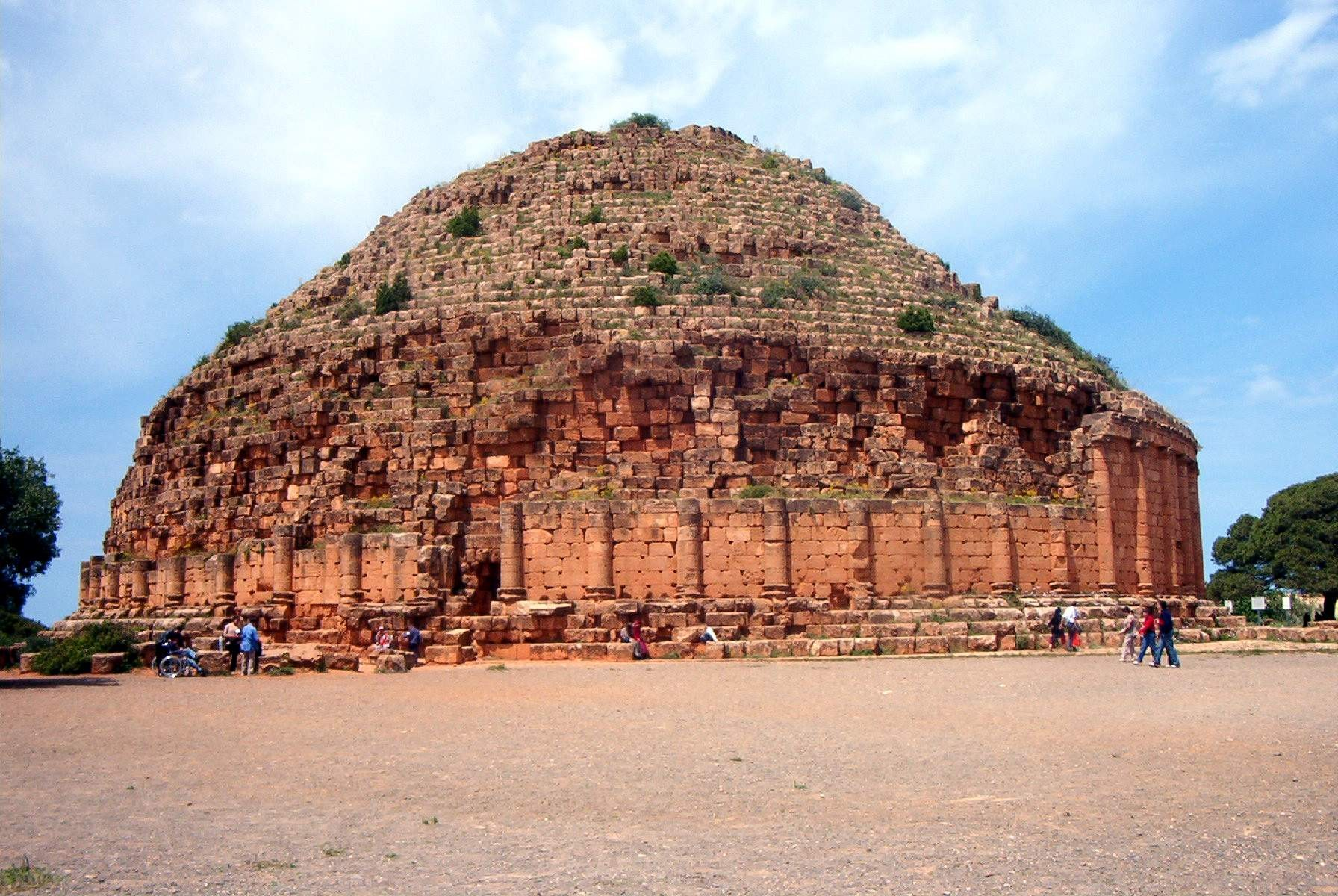
Mausolée royal de Maurétanie à quelques encablures à l'est de Tipasa

À part des pièces de céramiques campaniennes, des lampes hellénistiques et des pièces de monnaie représentant Massinissa, Juba II et Ptolémée, aucun monument datable de cette époque n'a pu être retrouvé par les archéologues, très probablement en raison des remaniements architecturaux de l'époque romaine. Toutefois, étant sur l'axe routier est-ouest de la Maurétanie, la ville ne pouvait échapper aux rivalités berbères sur ces territoires entre les rois numides Syphax, Massinissa, Bocchus 1er, Juba 1er et Bocchus II. Cependant la ville connaît un certain essor sous le roi Juba II et devient avec sa capitale Caesaria (Césarée) situé à une vingtaine de kilomètres à l'ouest, l'un des foyers de la culture gréco-romaine et un centre de transit et de négoce actif.
En 40 apr. J.-C., Ptolémée, fils de Juba II, est exécuté par Caligula, et la Maurétanie passe définitivement sous administration romaine directe.

### Époque romaine

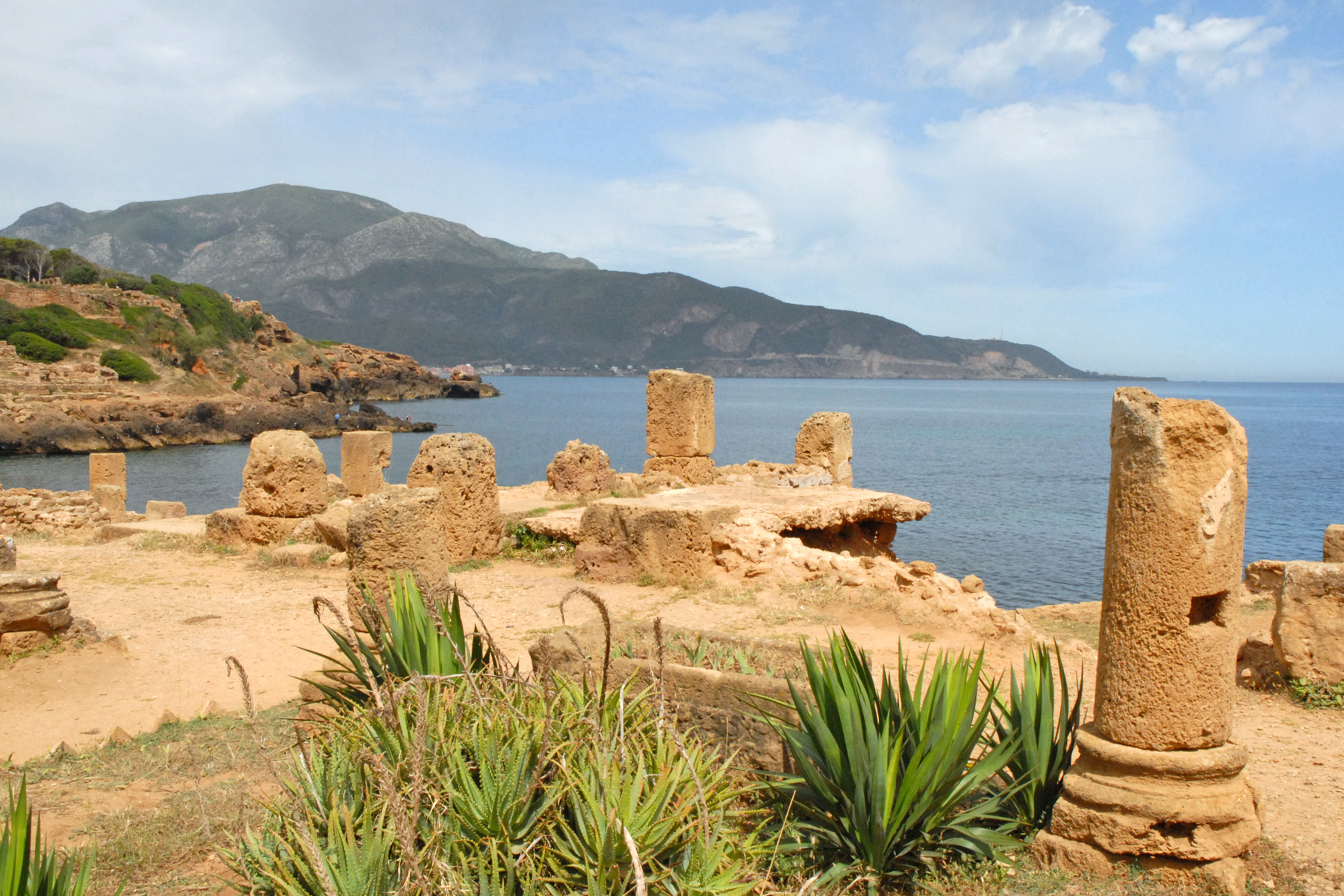
Villa des fresques

Sous le règne de l'empereur romain Claude Ier entre 41 et 54 apr. J.-C. la Maurétanie est divisée en deux provinces : la Maurétanie césarienne qui tire son nom de sa capitale Césarée (actuelle Cherchell) sur un territoire correspondant au centre et à l'ouest de l'actuelle Algérie, et la Maurétanie tingitane avec Tingis (actuelle Tanger) comme capitale, sur un territoire correspondant au nord de l'actuel Maroc.
En l'an 46, Tipasa prend le statut de municipe de droit latin (jus latinus). Initialement, la ville se situe sur la colline à l'emplacement actuel du phare dominant le vieux port et comporte des maisons, le forum, la basilique judiciaire et le capitole, l'ensemble délimité par une enceinte. La ville s'étend ensuite sur la plaine ainsi que sur les collines est et ouest avec de nombreux édifices publics et privés tels que la villa aux fresques; le tout est entouré d'une enceinte plus grande d'environ 2 200 mètres. Tipasa fut ainsi élevé au rang de colonie romaine : colonia Aelia Tipasensis. La cité reçoit toutes les prérogatives de la citoyenneté romaine et à la fin du IIe siècle la ville connaît son apogée à l'époque des derniers Antonins et des Sévères avec une population qui s'élève, selon les estimations "avec réserve" de Stéphane Gsell, à 20 000 habitants appelés Tipasitani ou Tipasenses.

### Époque paléochrétienne

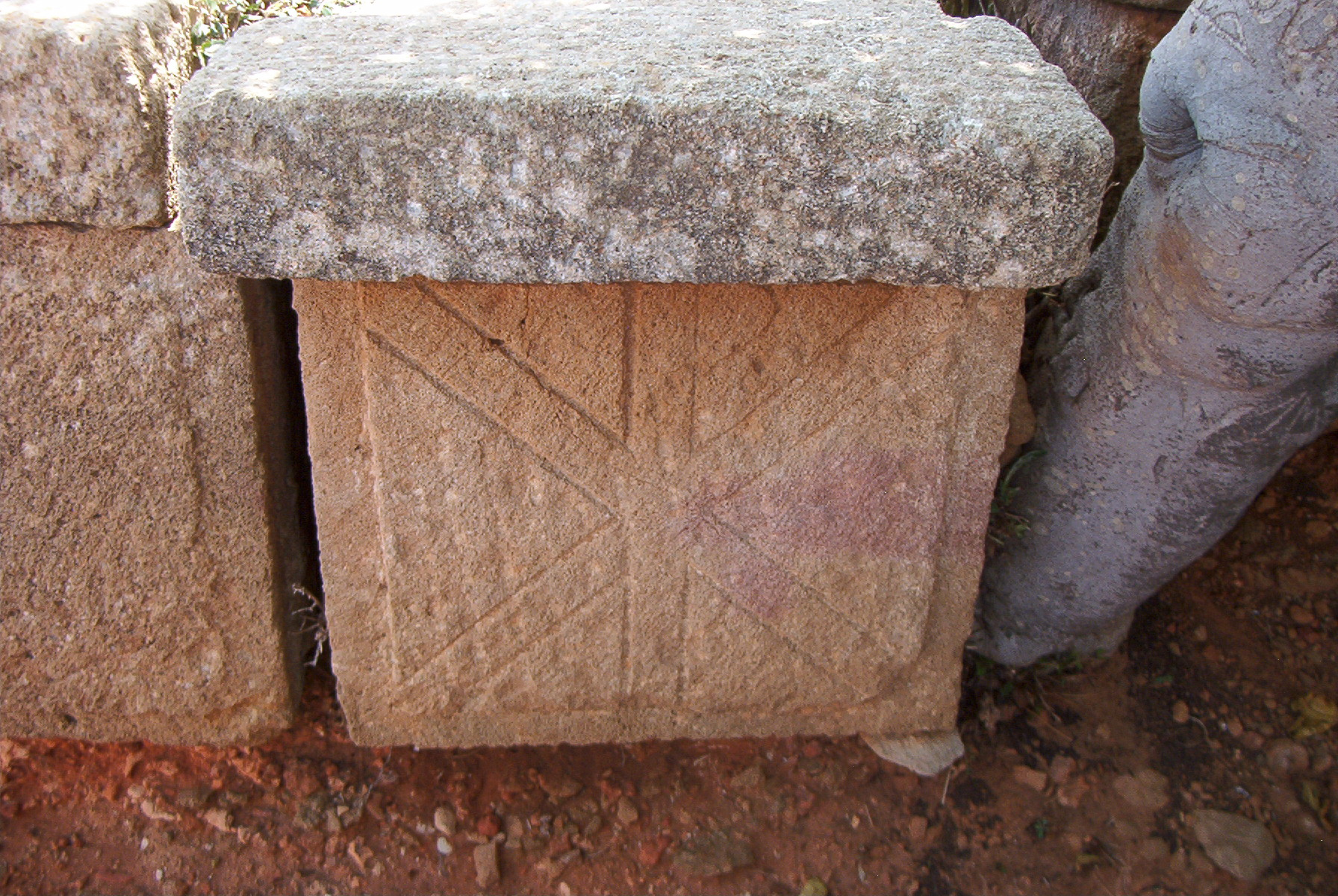
Sarcophage chrétien

Dans la première moitié du IIIe siècle, le christianisme y fait son apparition. L'épitaphe de Rasinia Secunda dont le décès est daté au 17 octobre 237  est la plus ancienne inscription chrétienne datée d'Afrique (238) .
Du IIIe  au  IVe siècle, le christianisme a connu un véritable essor, comme en témoigne la multitude d'édifices religieux comme la grande basilique considérée parmi l'une des plus grandes d'Afrique antique, la basilique de l’évêque Alexandre, la basilique de sainte Salsa, ainsi que la multitude de nécropoles développées autour des lieux de culte.
Au milieu du IVe siècle, Tipasa subit comme beaucoup de cités d'Afrique du Nord, les affres du schisme donatiste. Cette période a été marquée entre 371 et 372 par la révolte de Firmus soutenue par nombreuses tribus indigènes, des pillards ainsi que les donatistes pleins de haine religieuse contre l'Empire romain de Valentinien Ier. Contrairement à Icosium et Caesarea prises d'assaut par Firmus, Tipasa a pu résister à cette invasion ce qui accroît vraisemblablement la prospérité de la ville pour quelques années encore.

### Décadence
Bien qu’elle ait été entourée d’une enceinte de protection, cela n’a pas empêché sa destruction en l’an 430 par les Vandales menés par Genséric. À la fin du Ve siècle, sous Hunéric, les chrétiens sont persécutés et fuient par mer vers l'Espagne.
En 534, les Byzantins reprennent l'Afrique, Tipasa a dû retrouver une certaine paix et prospérité comme en témoignent certains travaux d'agrandissement, de remplois ou de réadaptations. Au-delà du VIe siècle, la vie continue dans la précarité et le provisoire et Tipasa finit par subir le sort de toutes les cités abandonnées, livrée aux alluvions des oueds et à l'ensevelissement des dunes.
Les premières fouilles ont lieu seulement au XIXe siècle. Stéphane Gsell publie une monographie en 1894. Puis Jean Baradez en 1946 introduit des méthodes de travail modernes et scientifiques et constitue les premières collections du musée.

## Présentation générale
À l'inverse de Timgad et Djemila dont les ruines apparaissent compactes et facilement lisibles, Tipasa offre un site éclaté. Ceci est dû au fait que tout n'a pas été dégagé et qu'une bonne partie de la ville est encore sous les sédiments. Ainsi les restes des grands thermes, en bordure de la rue qui relie le musée au parc archéologique, ont leur base est à quatre mètres au-dessous du niveau du sol d'aujourd'hui.
En l'état actuel, les ruines se présentent en deux grandes masses. La première, située en dehors des murs, à l'entrée de la ville actuelle, à droite de la route qui vient d'Alger, correspond à une grande nécropole avec la basilique funéraire de Sainte-Salsa. La seconde est le parc archéologique, à la sortie ouest de la ville moderne, qui regroupe la majorité des monuments mis au jour. Entre les deux, près du port, le musée de Tipasa , ainsi qu'un temple est réputé pour son tourisme abondant.

## La colline de sainte Salsa

### La passion de sainte Salsa
La passion de sainte Salsa est l'histoire d'une jeune fille de quatorze ans animée de la foi chrétienne mais dont les parents restés attachés au paganisme, qui un jour l’amènent sur la colline des temples pour assister à une fête en l'honneur d'une idole en forme de dragon en bronze à tête dorée et aux yeux brillants de pierres précieuses. Indignée par les sacrifices et les réjouissances impures de la foule en adoration, elle profite de la nuit pour précipiter la tête du dragon dans la mer. Une fois le sacrilège dévoilé la fille est lapidée, piétinée et jetée en mer afin de rester sans sépulture. Un marin gaulois ayant jeté l'ancre par temps calme au port de Tipasa, se voit confronté à une tempête qui met le vaisseau en danger. Le soir il reçoit l'ordre en plein sommeil de recueillir le corps et lui donner sépulture. Il se jette dans la mer, prend le corps dans ses bras et dès que le corps est sorti de l'eau, la mer s'apaise. La jeune fille est ensevelie dans une humble chapelle sur une colline en dehors des remparts. Selon la Passion de sainte Salsa et lors de la révolte de Firmus, ce dernier assiégeant la ville de Tipasa sans pouvoir forcer les remparts, il entre dans la chapelle pour implorer la protection et le soutien de la martyre, ses prières sont repoussées, ses offrandes tombent par terre et ses cierges sont éteints, il frappe alors son tombeau de sa lance. Vaincu sur les murs de Tipasa il périt peu de temps après,.

### Description de la colline
L'ancienne ville de Tipasa délimitée par son enceinte est située entre deux collines, l'une à l'ouest dite Ras el Knissa et l'autre à l'est dite Koudiat Zarzour. Sur la colline occidentale comme sur la colline orientale, se développent de vastes nécropoles chrétiennes. La colline orientale est appelée la colline de sainte Salsa. Cette colline représente un immense cimetière où "les sarcophages se serrent autour de l'église comme brebis autour du bon pasteur".

#### La nécropole orientale

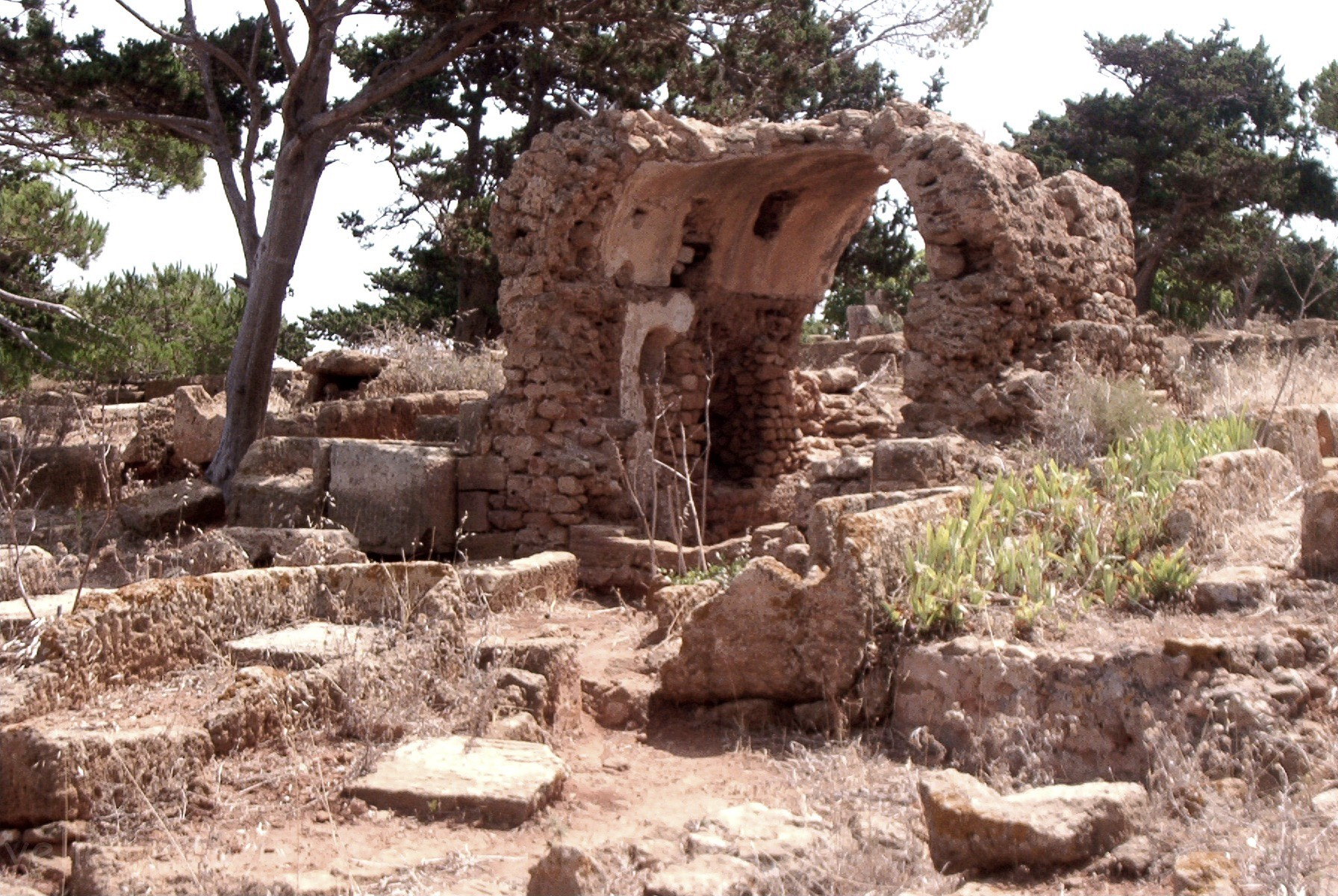
Le columbariums

L'édification de la nécropole débute à l'époque païenne, ce dont attestent des tombes d'époques antérieures dont l'une des plus représentatives est le caveau punique débité dans la falaise qui a depuis basculé dans la mer, ainsi que d'autres tombes païennes reconnaissables par leur forme en cupule semi-circulaires et des columbariums qui sont des édifices sépulcraux destinés à recevoir des urnes cinéraires.

#### La basilique de Saint-Pierre et Saint-Paul
Adossée et s'ouvrant sur les remparts, les vestiges d'une petite basilique datant de la fin du Ve siècle où le culte était rendu aux martyrs Pierre et Paul attesté par une plaque de marbre actuellement conservée au patio du musée sur laquelle on lit "aux bienheureux Pierre et Paul ..." Les fouilles à l'intérieur de la basilique ont révélé deux sarcophages anonymes ainsi que des lampes ornées de symboles de résurrection (paons, Jonas sortant du ventre de la baleine), du chrisme et de saint Pierre terrassant Satan. Autour des murs de la basilique, de nombreux sarcophages se côtoient particulièrement le long du mur sud où on retrouve 14 autres sarcophages délimités par un enclos; l'ensemble représente vraisemblablement un martyrium.

#### La basilique Sainte-Salsa

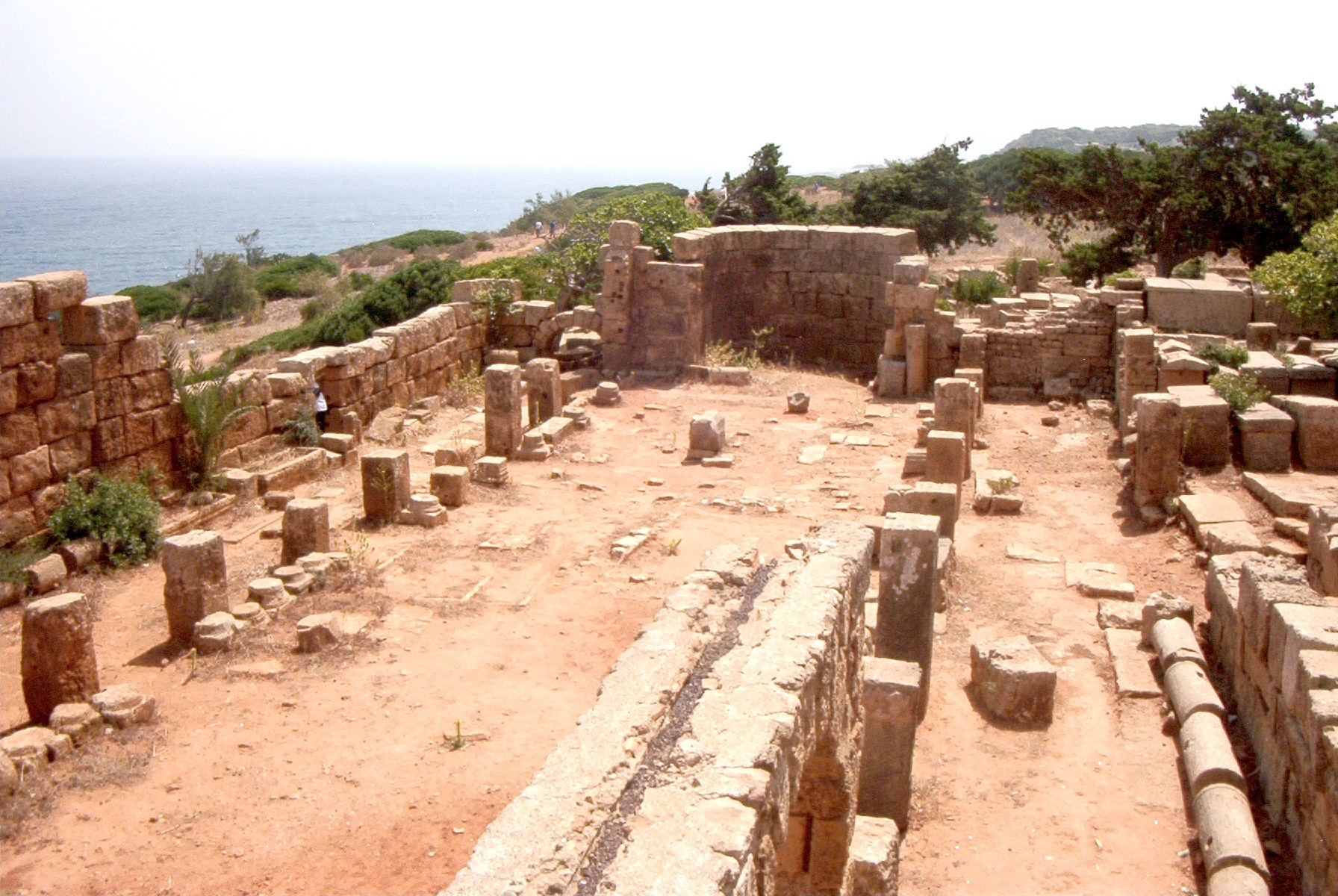
Basilique Sainte-Salsa (vue est)

La basilique est située à environ 300 mètres en dehors des remparts au sommet de la colline. Il est très probable qu'initialement à cet endroit une petite chapelle a été édifiée au milieu d’une nécropole païenne pour abriter le tombeau de la sainte, dans le lieu de sépulture familial , cette chapelle a été agrandie progressivement pour se transformer en église. La basilique Sainte-Salsa était initialement de forme carrée de 15 mètres de côté; l’entrée selon l’usage s’ouvre vers l’orient tandis que l’abside a une orientation occidentale, les murs de l’église étaient bâtis en pierre de taille. À l’intérieur l’église est formée d’une nef centrale de 7 mètres 50 de large délimitée par deux rangées de piliers surmontés d’archivoltes et deux bas-côtés larges de 2,5 mètres chacun. Au centre de cette basilique, une tombe bien conservée à cause de sa valeur religieuse pour la communauté tipasienne, surmontée par un cippe de forme semi cylindrique, présente une épitaphe qui nous apprend qu’elle appartenait à Fabia Salsa, une matrone très probablement ancêtre païenne de sainte Salsa.

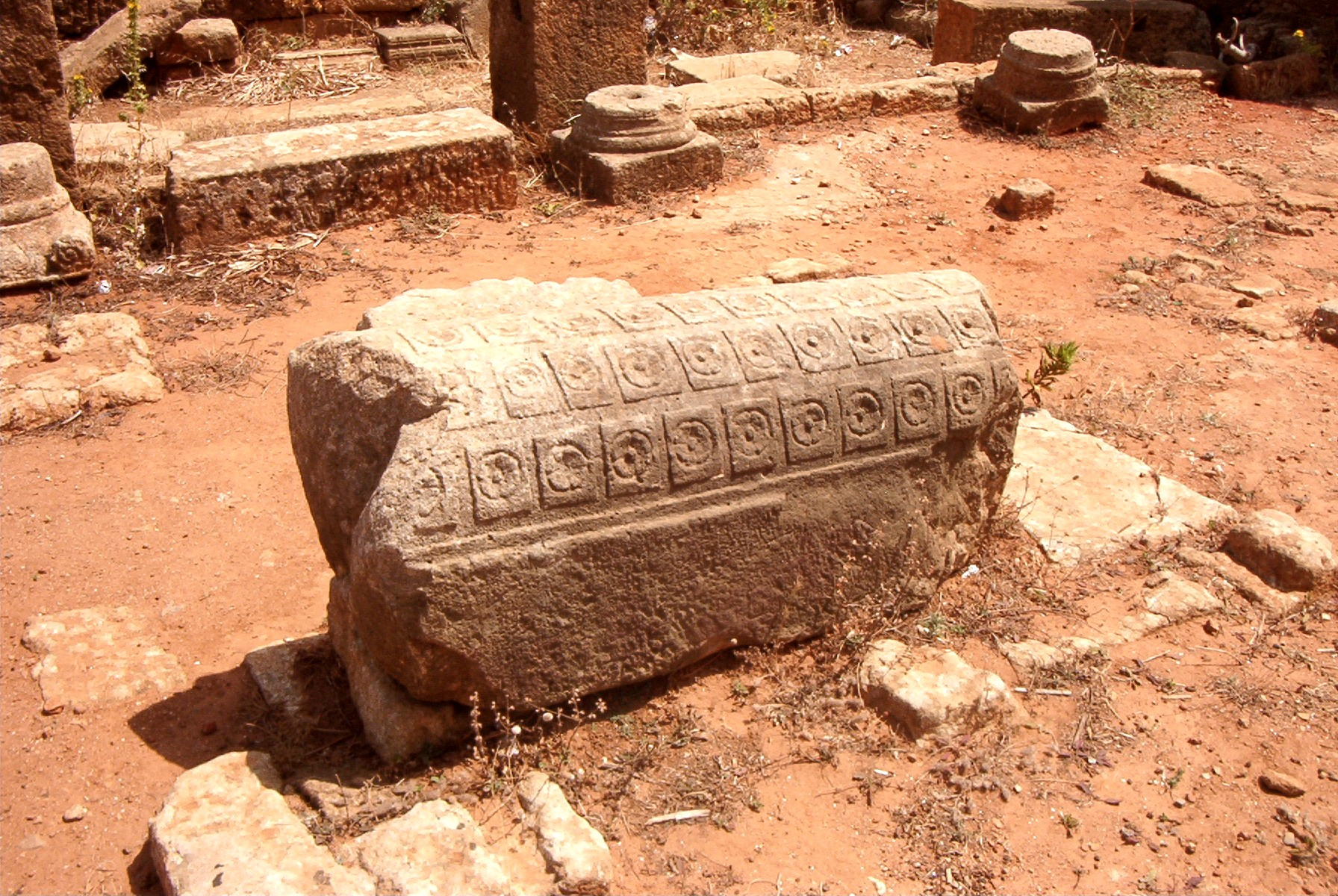
Sarcophage de Fabia Salsa dans la basilique

Au Ve siècle, toute la nef centrale excepté le tombeau de Fabia Salsa était occupée par une mosaïque ornementale; du côté de l’abside un cadre entoure une inscription commémorative dédiée à Potenti, très probablement un évêque du milieu du Ve siècle. Dans la première moitié du VIe siècle, l’église a subi d’importantes modifications; elle a été agrandie pour atteindre 30 mètres de long, les bas-côtés collatéraux ont été surmontés de tribunes dont les escaliers existent encore de part et d’autre de l’entrée. Au nord, une petite porte ouverte dans le mur mène à une area martyrum (cimetière des martyrs) qui descend en pente vers la falaise. Une chambre quadrangulaire renferme une table à agapes ("mensa"). Au sud, l'église est flanquée d'un enclos funéraire plus somptueux et d'une pièce "des combattants".
À l’intérieur de l’église, le tombeau de Fabia Salsa a été recouvert par un socle revêtu de plaques de marbre  et entouré d’une grille. Sur ce socle un sarcophage en marbre représentant la légende de Séléné et Endymion a été posé; en raison de son emplacement central et la sauvagerie avec laquelle il a été détruit, S. Gsell avança l’hypothèse que ce sarcophage a renfermé les restes vénérés de sainte Salsa, 

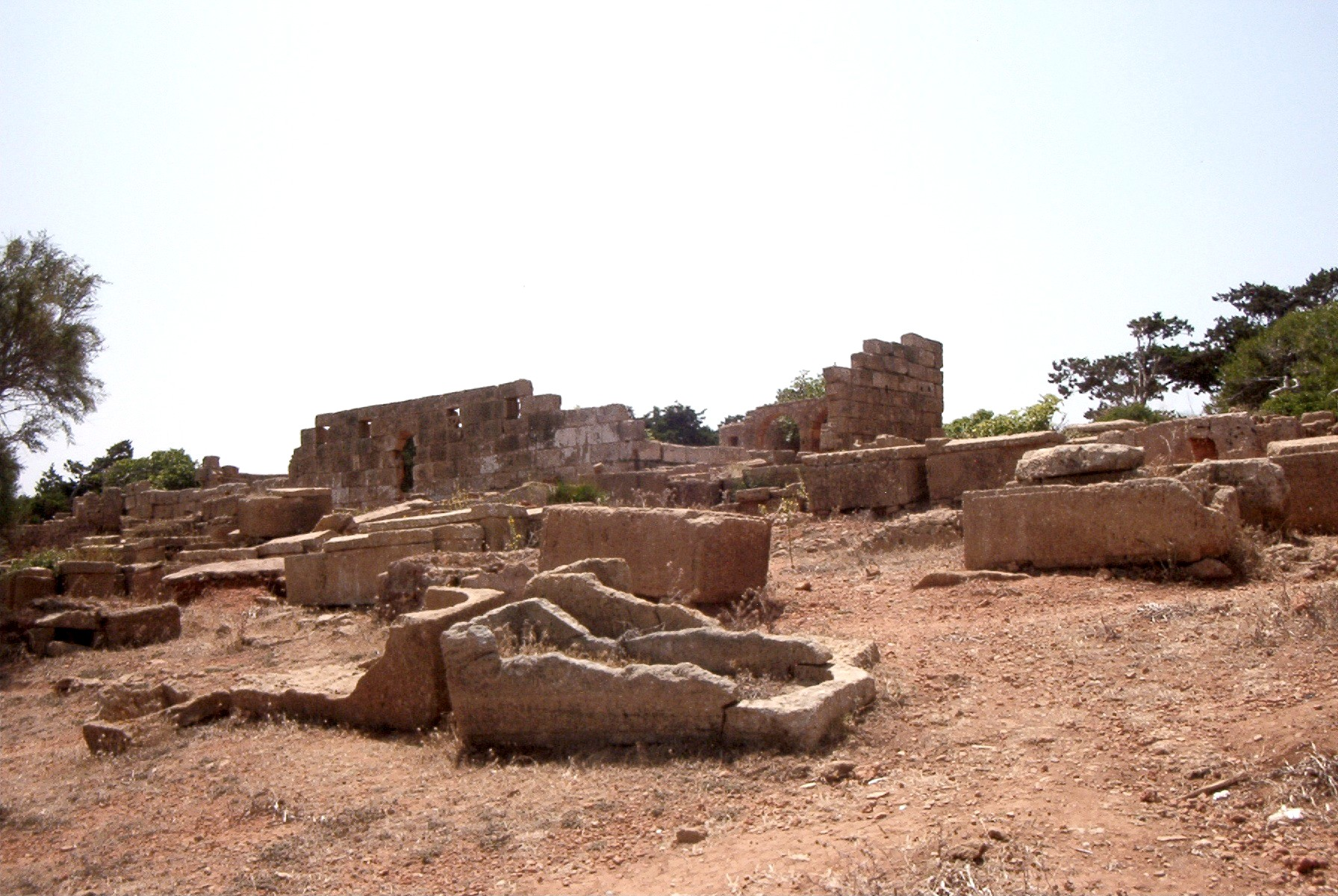
La colline et la basilique Sainte-Salsa
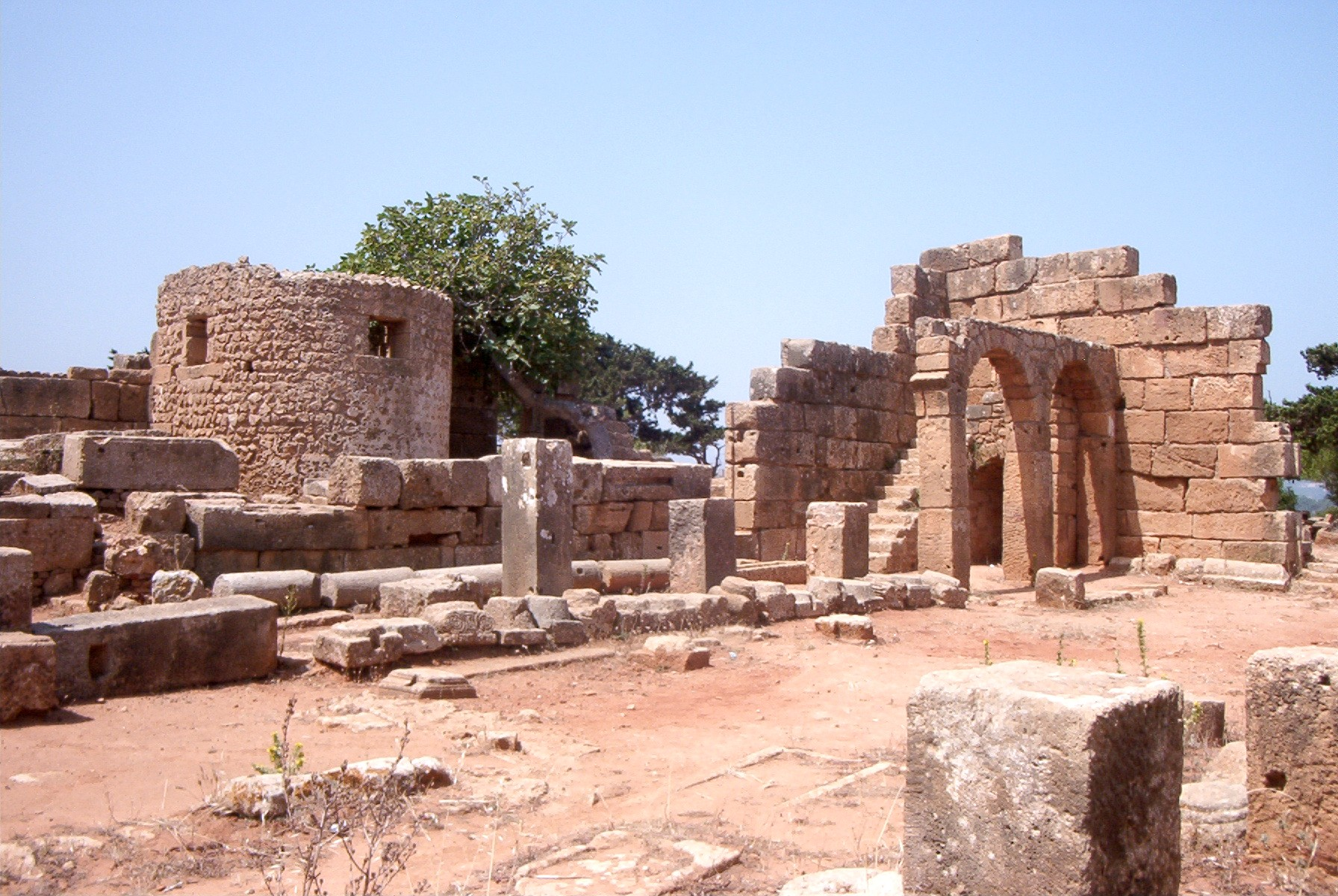
Basilique Sainte-Salsa (vue ouest)
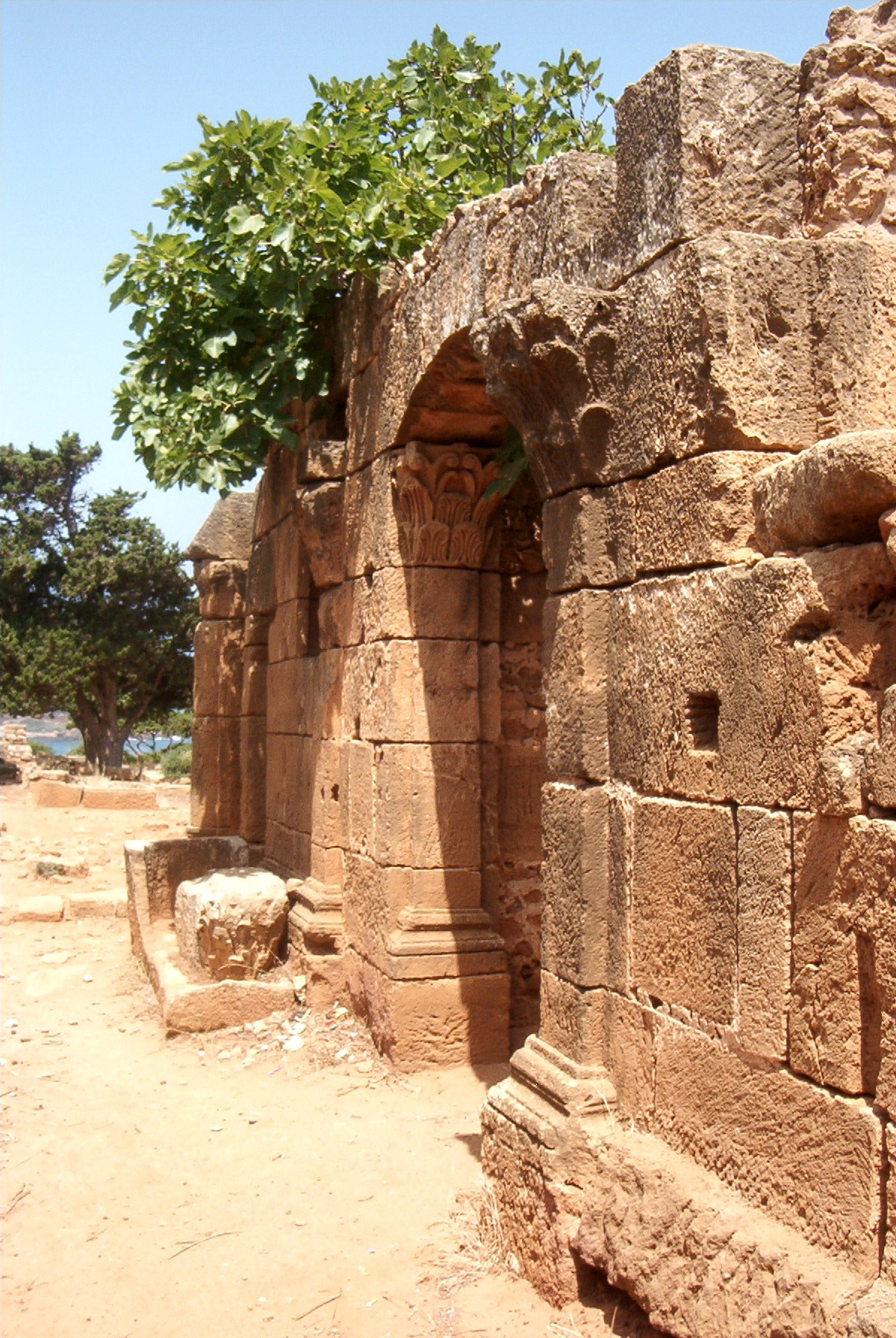
Enclos funéraire (vue sud)

## Le jardin archéologique et les grands thermes
Ancienne propriété privée, le jardin situé à l'est du parc archéologique est devenu, par donation, une annexe de ce dernier. On y voit toute une série d'éléments architecturaux tels que colonnes, chapiteaux, claustras, linteaux mais aussi des amphores, des jarres et quelques sarcophages.
On remarque aussi de gros massifs de blocage et de maçonnerie d'élévation importante qui correspondent aux vestiges des grands thermes dont la superficie était équivalente à celle de l'amphithéâtre mais dont le dégagement reste minime en raison de l'enfouissement sous les constructions de la ville moderne. Sur le chemin du musée, on apprécie la masse de ses piliers qui s'élèvent à neuf mètres au-dessus de la mosaïque du sol du frigidarium situé quatre mètres au-dessous du niveau actuel de la rue.

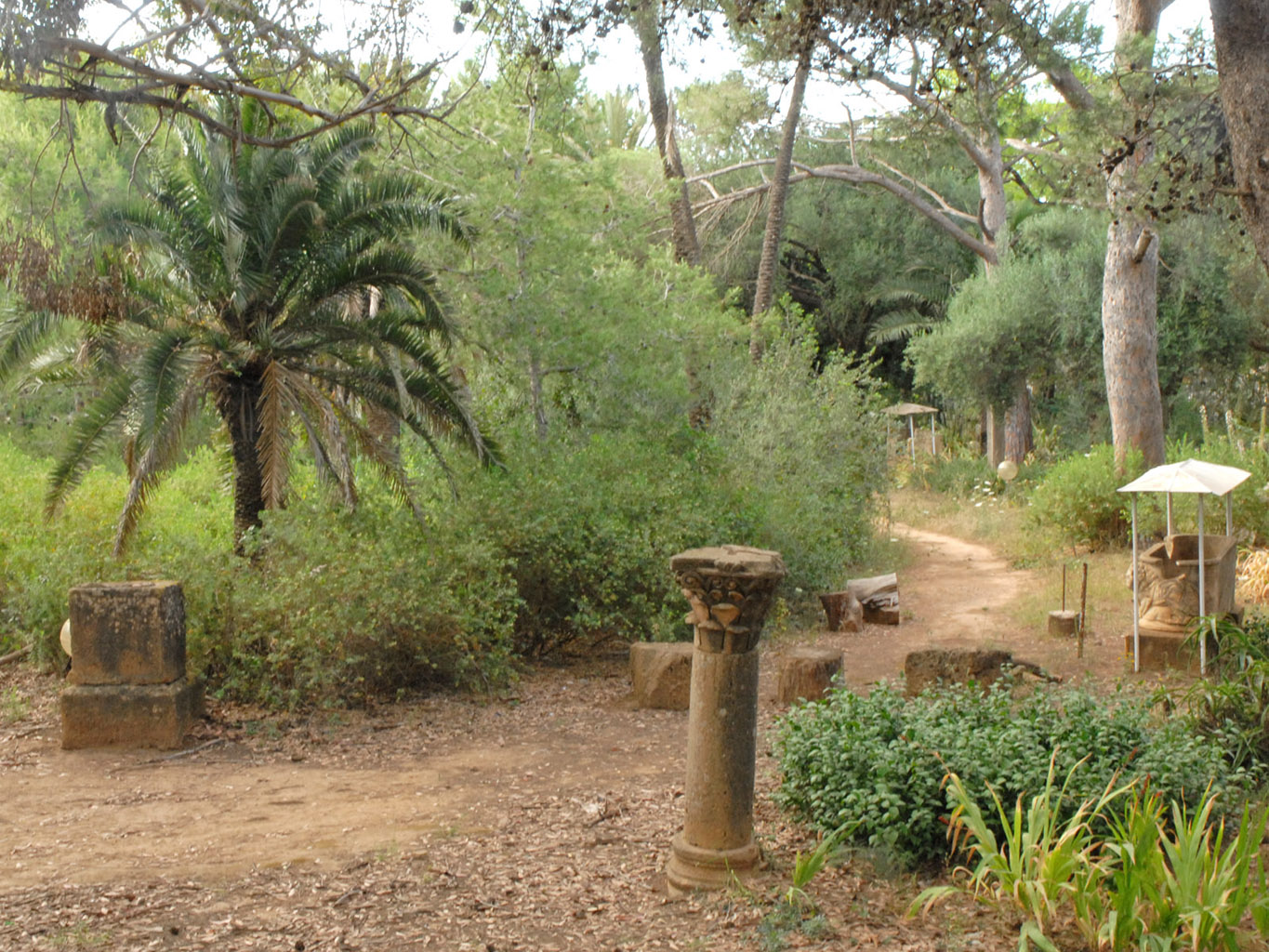
Allée du jardin archéologique
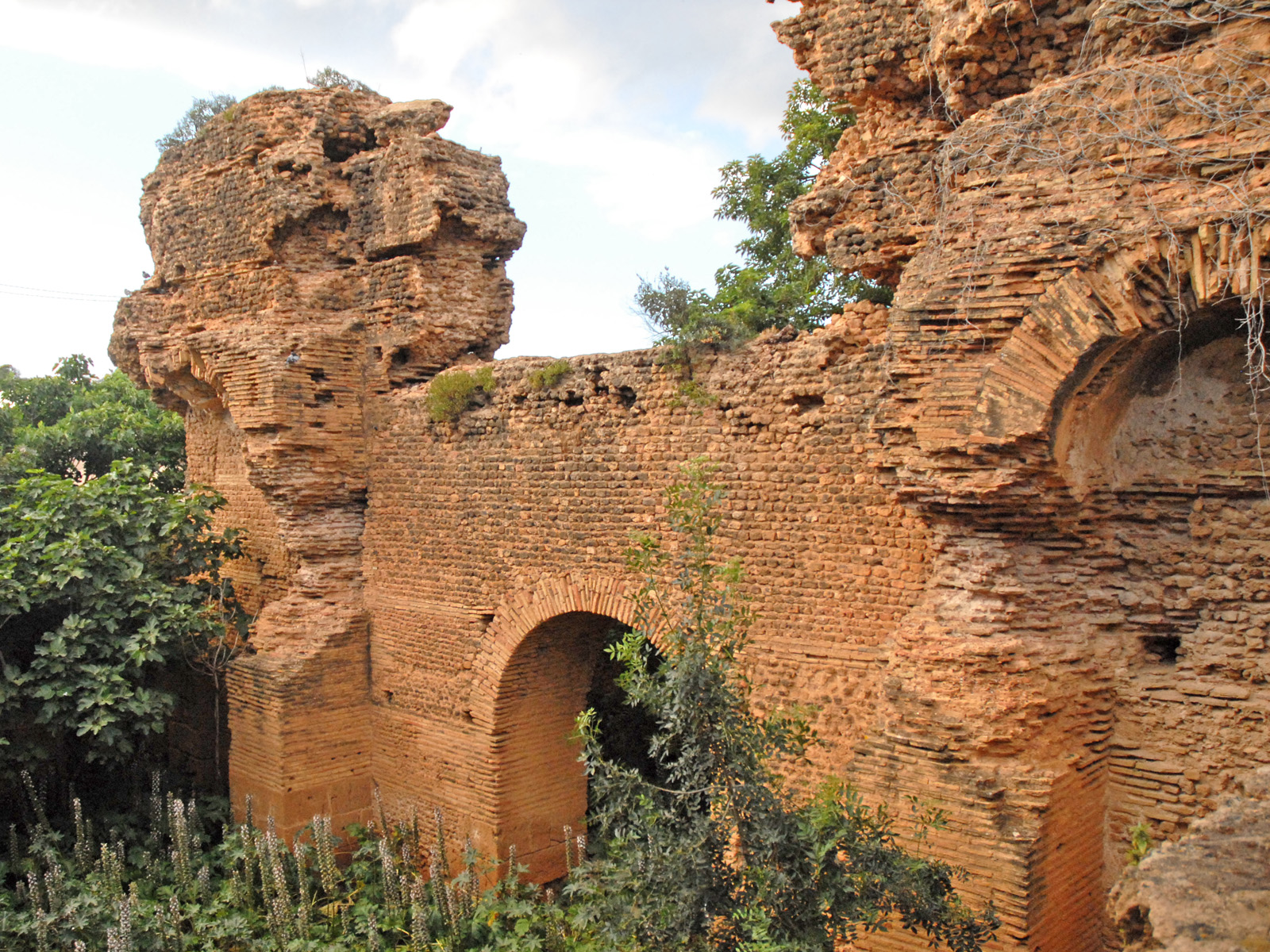
Les grands thermes

## Le parc archéologique
Avant de franchir l'enceinte, un sentier grimpe en escalier vers la partie la plus ancienne de la ville où furent retrouvés les vestiges du forum et d’une basilique judiciaire du IIIe siècle av. J.-C.
L’entrée du site archéologique se trouve à l’est des ruines. On accède au parc national de Tipasa à hauteur des restes d’un imposant amphithéâtre. Comme toute ville romaine, deux voies principales la traversent : le decumanus maximus et le cardo. La première est un prolongement de la route qui reliait Icosium (Alger) à Césarée. La seconde, la voie perpendiculaire qui fait angle avec le decumanus maximus, plonge au nord vers la mer.
En allant vers l’ouest, le decumanus maximus, qui étale sur une largeur de quatorze mètres ses dalles bosselées, conduit au Nymphée. Toujours plus à l’ouest, du côté de la porte de Césarée, se trouve le théâtre construit sur une élévation.
De là, un sentier, qui serpente au milieu d'une végétation dense, nous mène à la  grande basilique chrétienne, édifiée au IVe siècle apr. J.-C., après avoir passé une piscine et un puits. La basilique, bâtie sur un promontoire, domine la mer Méditerranée et jouxte une nécropole dont l'édifice principal est le mausolée circulaire. Non loin de là, à l'extrémité occidentale du parc archéologique, fut érigée en 1961, face à la mer et au mont Chenoua, une stèle à la  mémoire d'Albert Camus.
Au pied des contreforts de l'abside, un chemin escarpé permet de rejoindre plus bas le quartier résidentiel du bord de mer. On descend en surplombant une construction avec escalier monumental que prolonge des petits thermes en bon état de conservation. On passe près des cuves (dolia) d'une fabrique de garum. Plus loin, d'autres petits thermes et une villa romaine où sont visibles des traces de mosaïque. C'est la villa des Fresques qui est la demeure la plus remarquable de cet ensemble.
On aboutit au cardo. Remonter la voie vers le sud permet l'étude du système de distribution d’eau et d’égouts qui a été mis au jour. À l'intersection du cardo et du decumanus maximus, deux temples disposés presque symétriquement: le temple anonyme et le nouveau zemple.

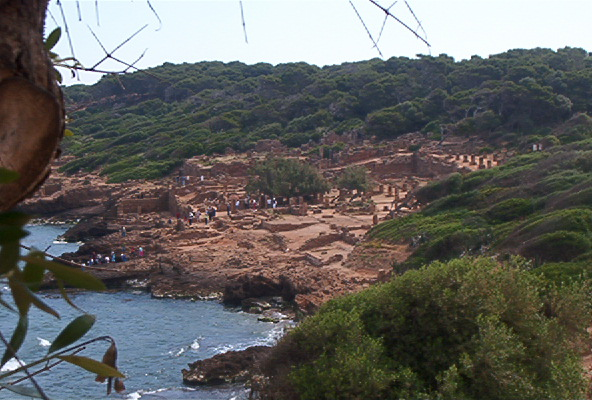
Vue depuis la basilique
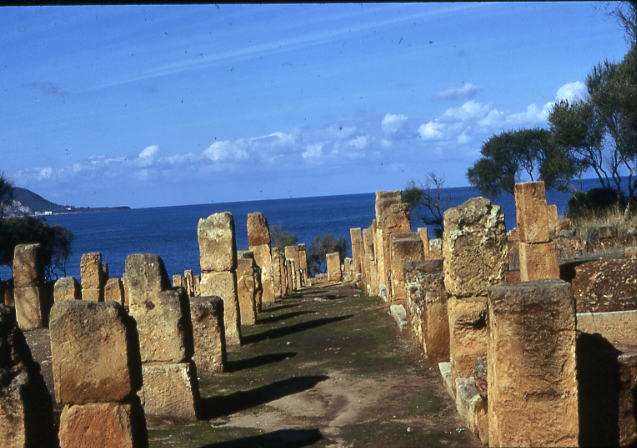
Le cardo
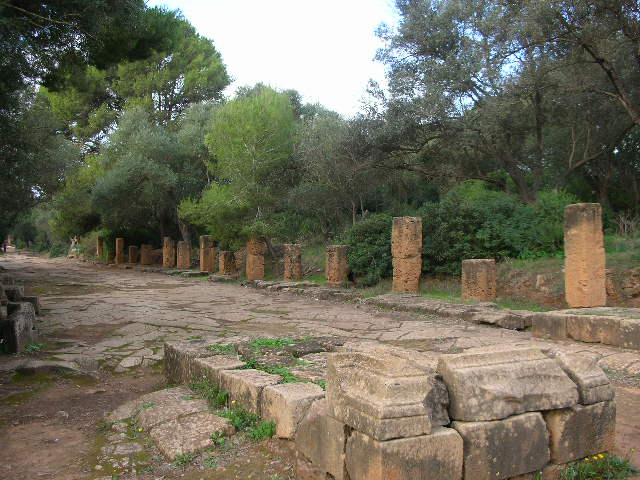
Le decumanus maximus
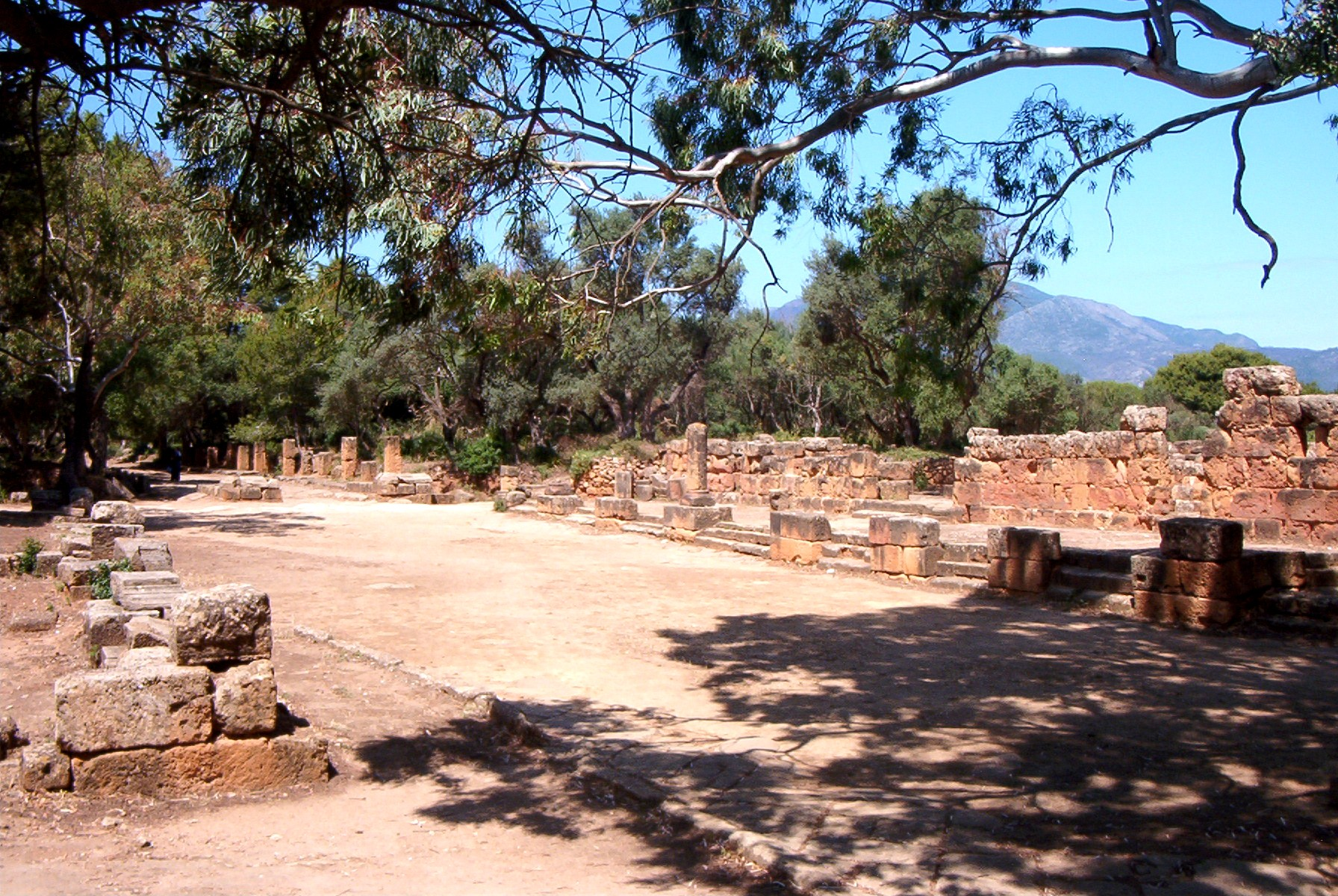
À l'intersection du cardo et du decumanus la place decumane bordée par les temples
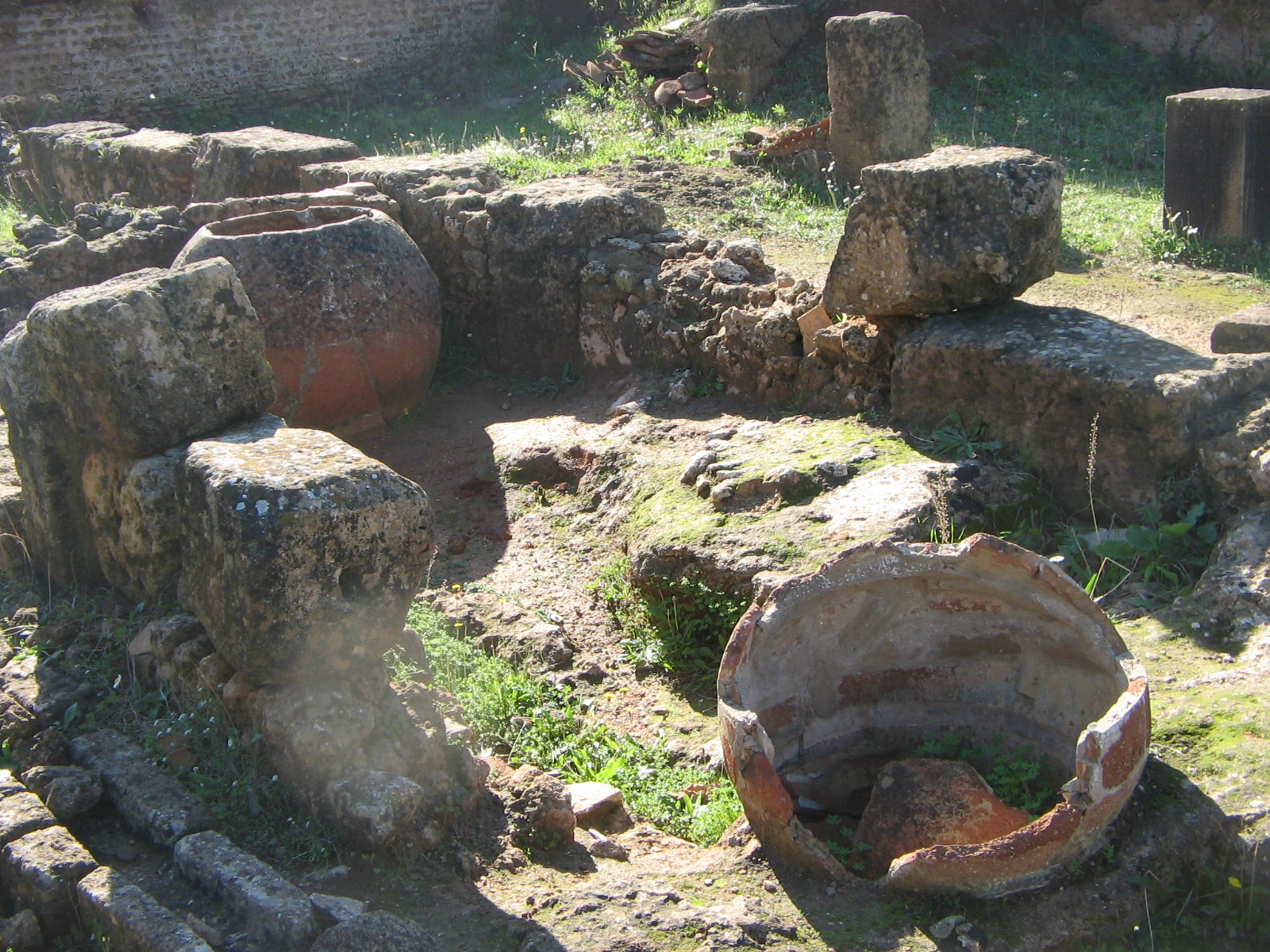
Fabrique de garum
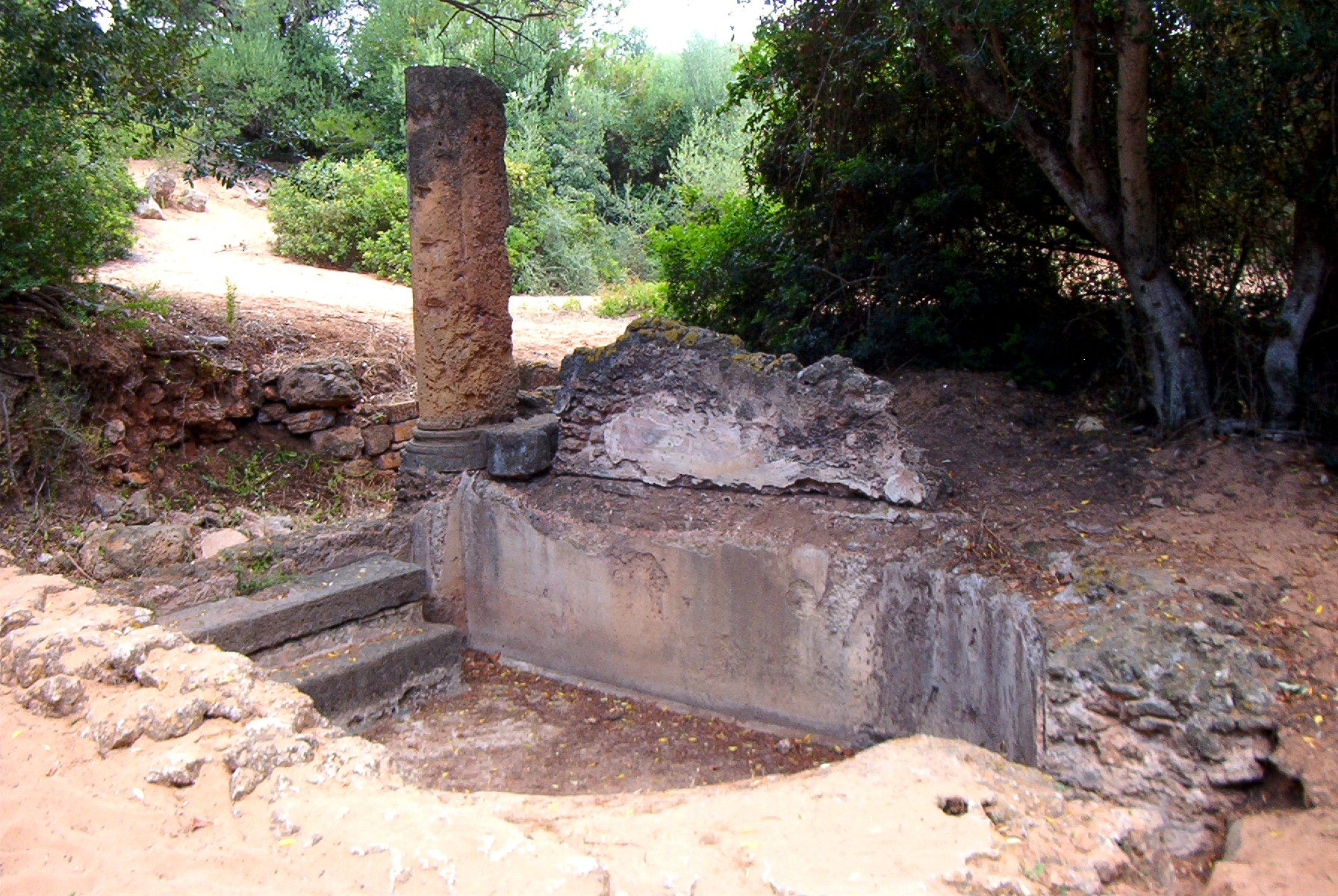
Une piscine
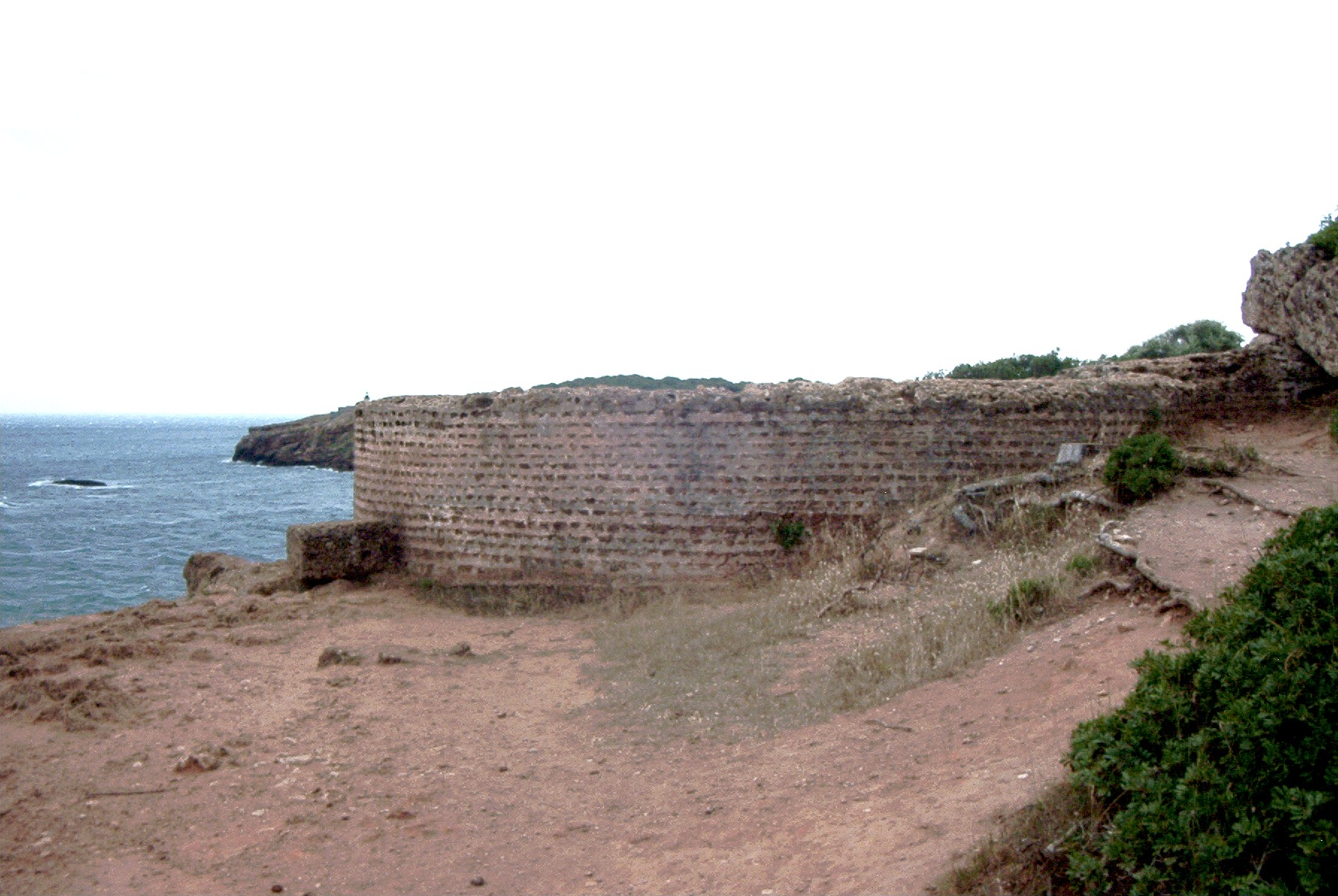
Tour d'enceinte derrière la basilique
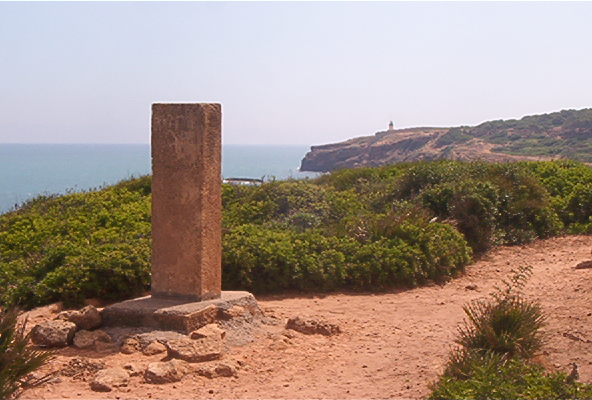
Stèle érigée à la mémoire d'Albert Camus

## Les monuments

### L'amphithéâtre
Sitôt franchie l'entrée du parc, à droite, l'amphithéâtre est le premier édifice  qui s'offre à la vue. Long de 80 m, orienté est-ouest, seule la partie nord du monument a été dégagée. Elle laisse apparaître les voûtes supportant les gradins, les hauts murs qui limitaient l'arène et les portes. Il y a deux portes principales situées à l'est et à l'ouest et trois portes secondaires de chaque côté. L'amphithéâtre a été construit tardivement, empiétant sur les  temples voisins.

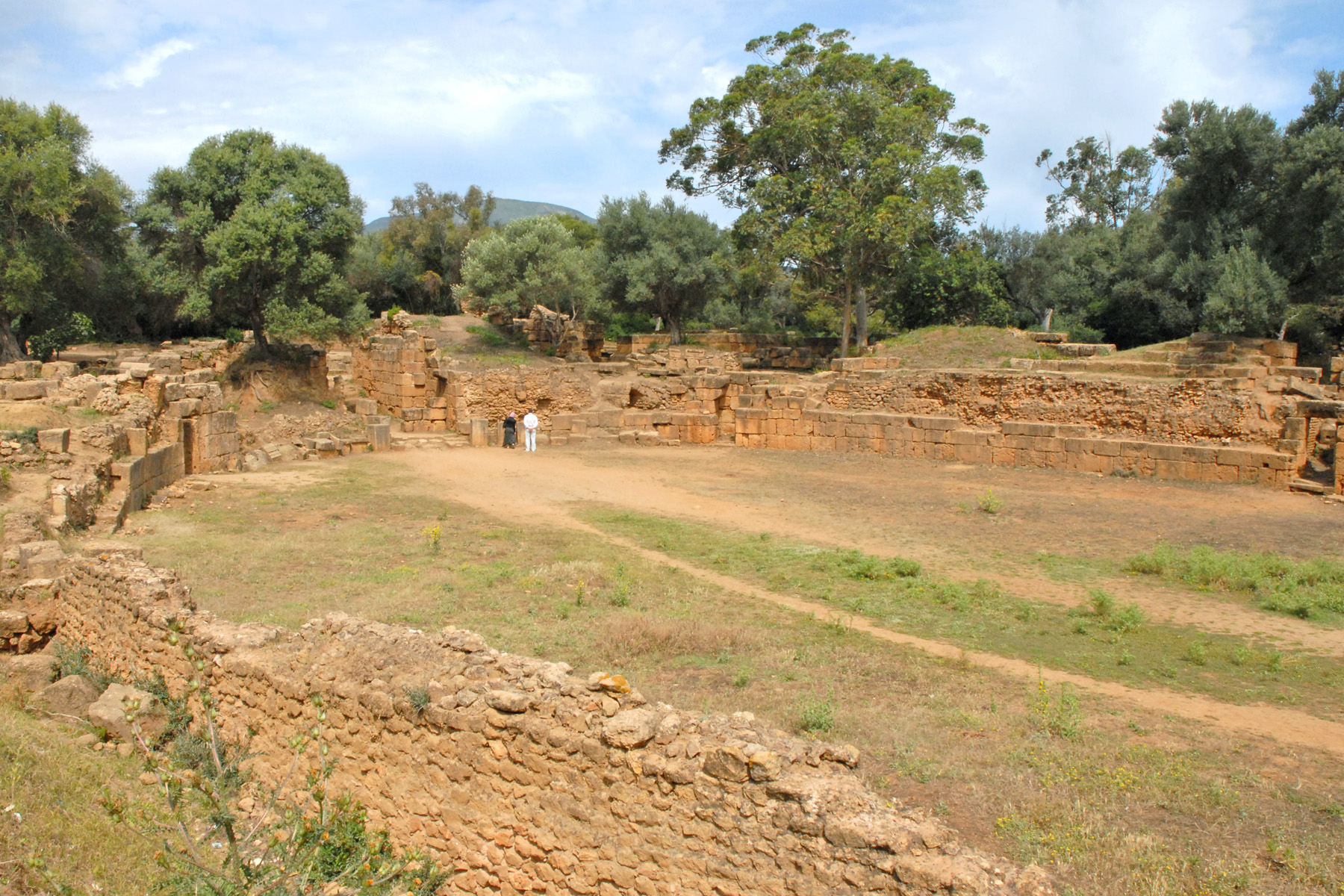
L'amphithéâtre
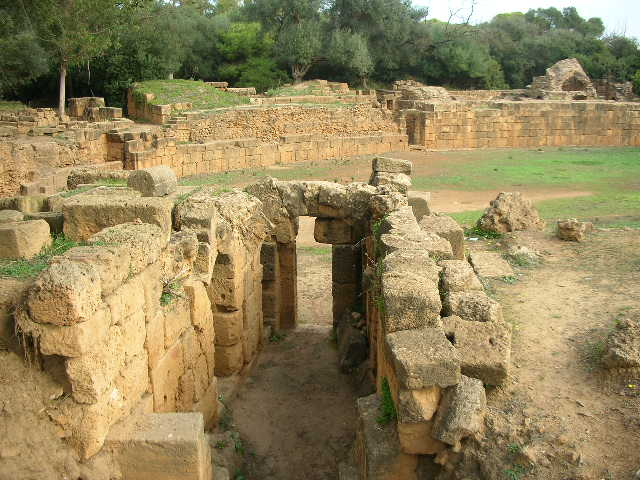
Une des portes de l'amphithéâtre
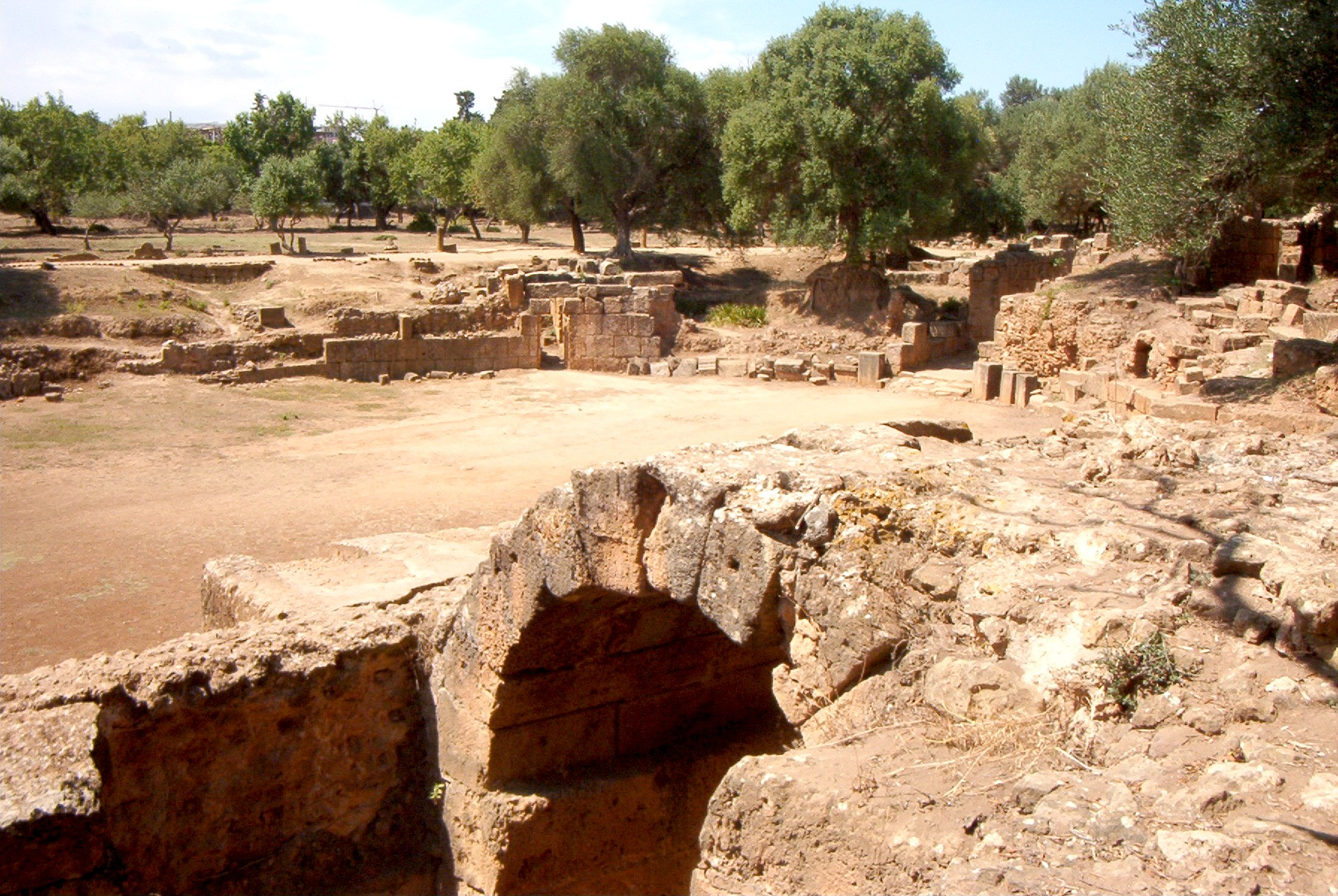
Voûte

### Les temples
Le temple voisin de l'amphithéâtre, en l'absence de tout indice permettant son attribution, est dénommé temple anonyme. De la cella, il ne subsiste que le podium ainsi qu'une partie de l'escalier d'accès. On y entrait par trois portes qui s'ouvraient sur la place engendrée par un élargissement du decumanus maximus. Ce temple est cité à plusieurs reprises dans le livre initiatique "Le temple anonyme" de l’écrivain algérien Hammar Salim, livre incontournable pour tous les visiteurs dont voici un extrait :
"  21. Il ne restait plus rien. L’idole en marbre avait disparu. Les feux, les fontaines, les prêtresses et les vents. Les privilégiés, les vierges et les rivaux. Les ruines d’un village moderne. Seules des pierres, des restes de piliers. Une Pancarte : « Temple Anonyme ».Une puissance évaporée ! L’éphémère triste. L’illusion sourde aux appels de la fin. Ils n’étaient plus là….ils n’étaient plus là. Je vis l’ombre de l’un d’entre eux. Il pleut …il court …au temple. Il y trouve refuge, un jeudi soir ! Il y trouve une belle femme perdue dans ses prières « Que pries-tu Femme ? »
« Les prières suffisent ! Peu importe la divinité. »
Plus de femmes ! Plus d’hommes ! Plus de Temple ! Plus de divinité ! Juste la résonance puissante à travers le temps de la vérité. Il suffit de mettre les pieds parmi des ruines pour tout comprendre. Pour entendre le chant secret du cœur :
« Je suis un temple  où l’unique Dieu m’exige la révérence! Où les anges et les démons dansent, où La fumée et l’odeur du sang du sacrifice se mélangent »
Il n’y a plus de génies permis. Ils n’arrivent plus à voir loin dans le futur, Ils n’arrivent plus à être « voyants ». Un obstacle bloque leur vision : La fin du monde. Il n’y a plus de génies permis, la fin est proche." 
Le nouveau temple, de l'autre côté de la place, présente le même agencement, la même disposition pour l'entrée, la cour, le portique et la cella. Les différences sont, un dallage régulier, un meilleur état de conservation de l'escalier du temple et l'existence de vestiges témoignant de constructions ultérieures qui vinrent encombrer l'ensemble. La destination cultuelle est également ignorée. Il est daté de fin IIe siècle, début IIIe siècle.

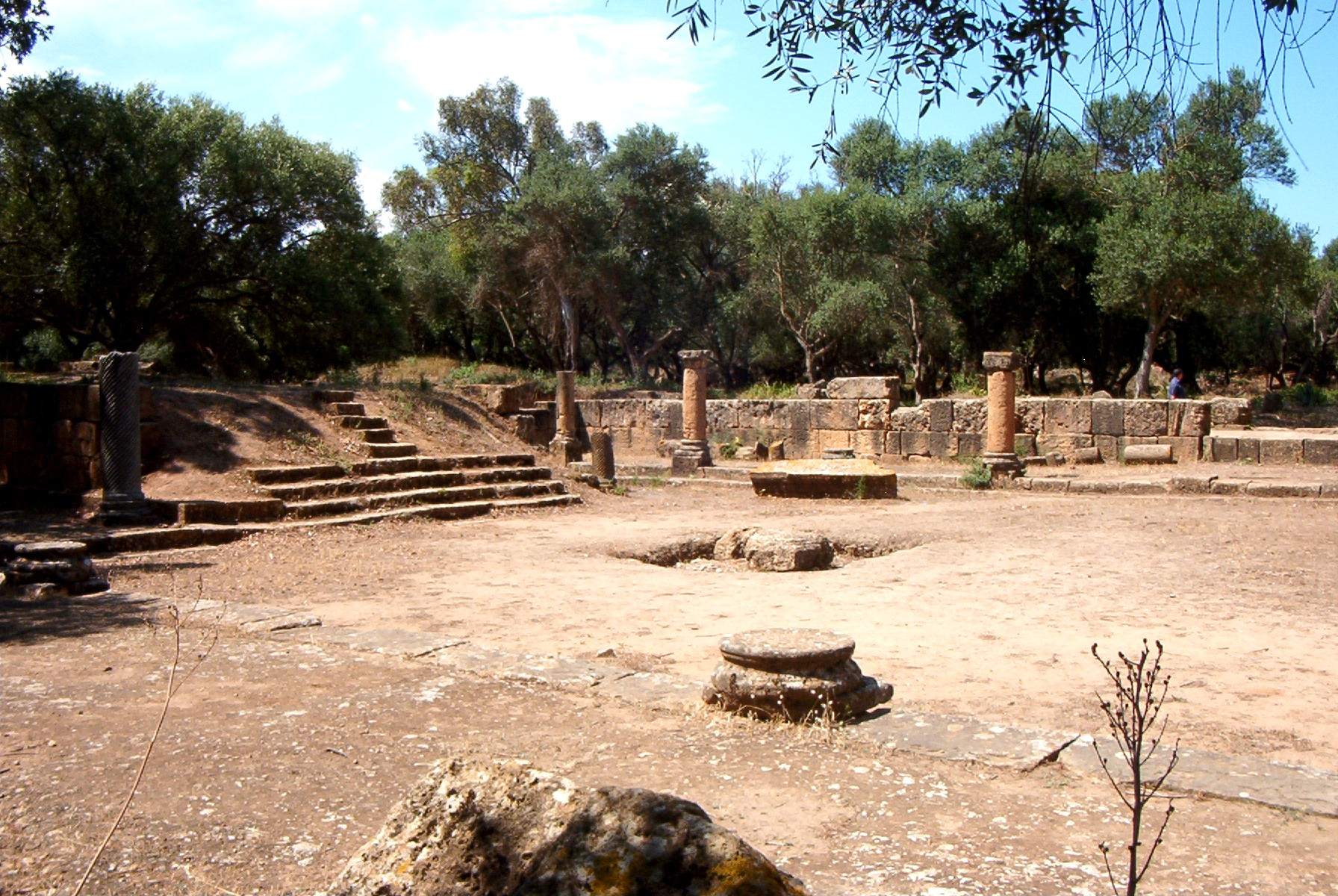
Le temple anonyme.
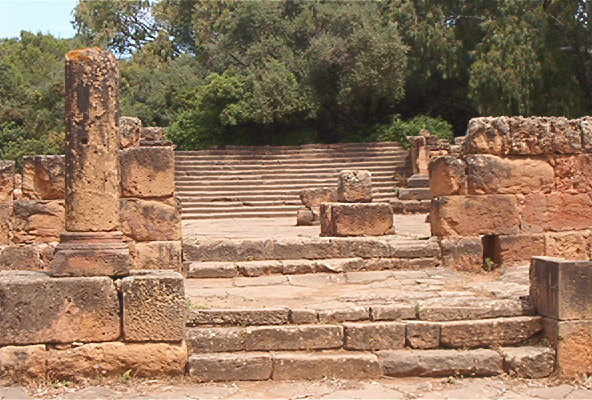
Le nouveau temple
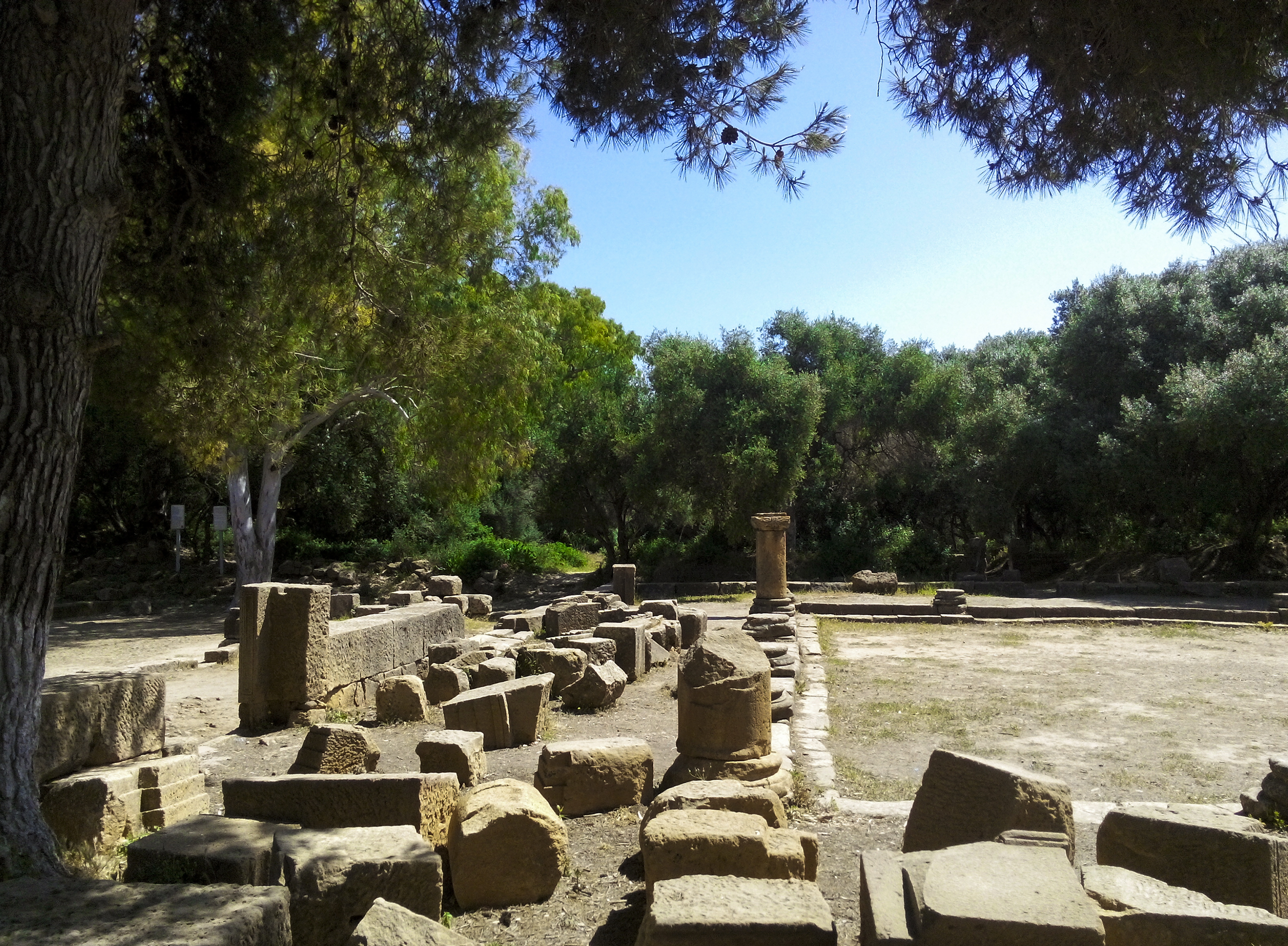
Le temple anonyme.
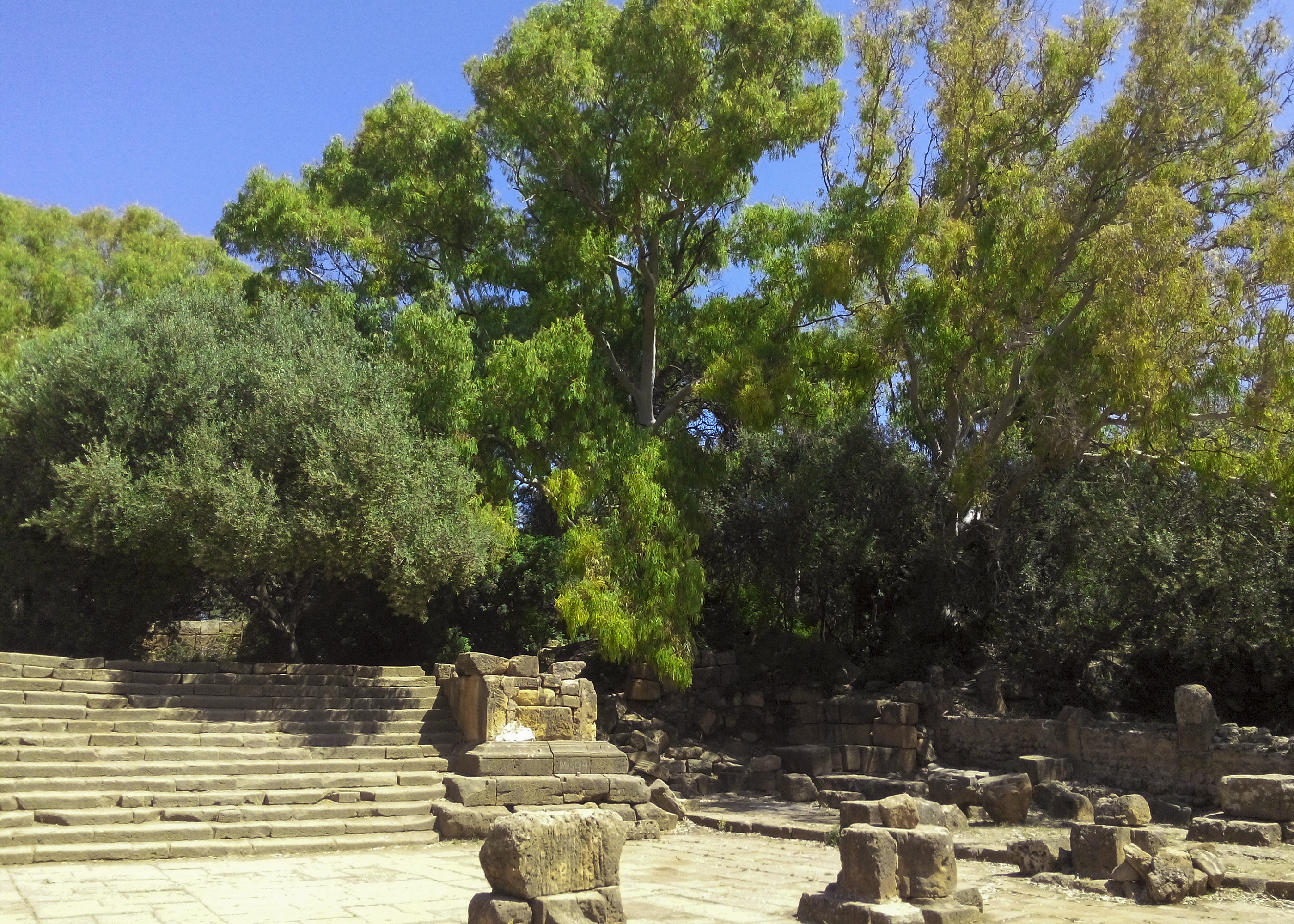
Le nouveau temple.

### La basilique judiciaire
La basilique judiciaire est datée de fin Ier siècle, début IIe siècle. Dégagée en 1914-1917, on y a retrouvé la mosaïque des captifs exposée au musée, ce qui laisse supposer qu'elle avait bien une fonction de tribunal. L'édifice est d'inspiration hellénistique à trois nefs séparées par deux rangées de colonnes encore à demi dressées. L'estrade en forme d'abside, orientée nord-est, est peu surélevée. Les cinq gradins de l'escalier d'accès ont été posés sur le dallage du decumanus de la ville haute, rétrécissant la chaussée. Du côté est, la basilique empiète sur un escalier monumental qui conduit au forum situé en élévation.

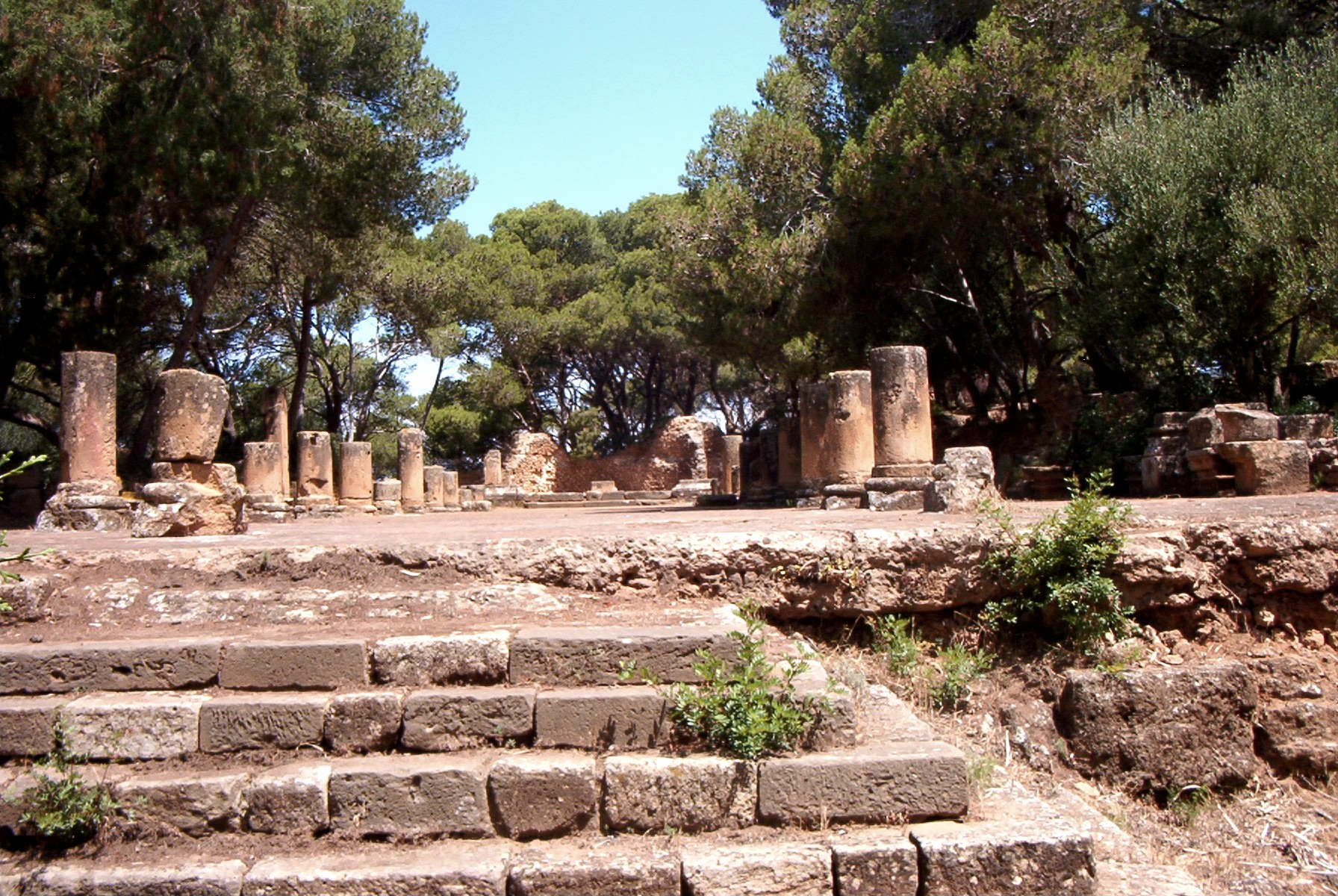
La Basilique Judiciaire.
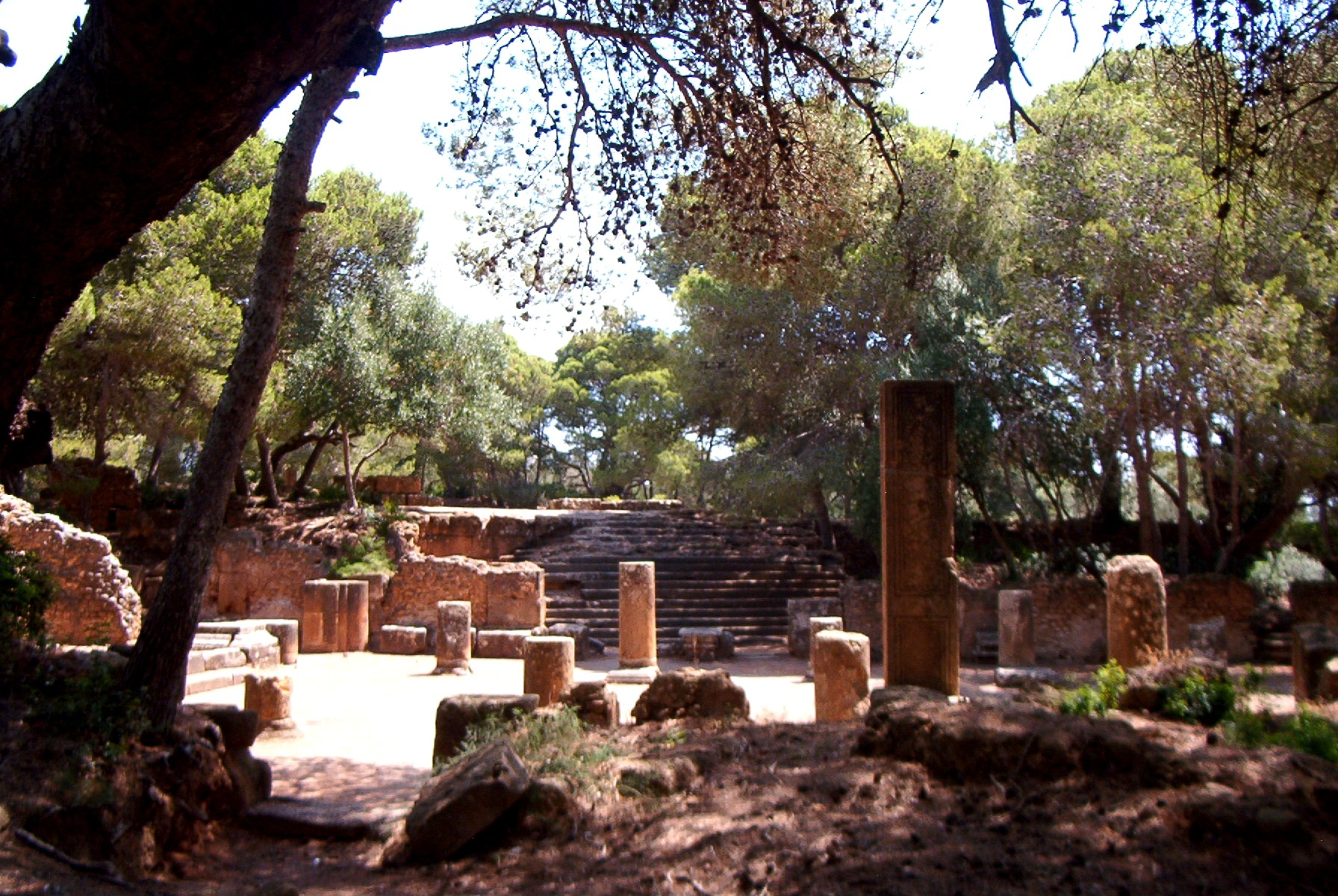
La Basilique Judiciaire et l'escalier du forum.
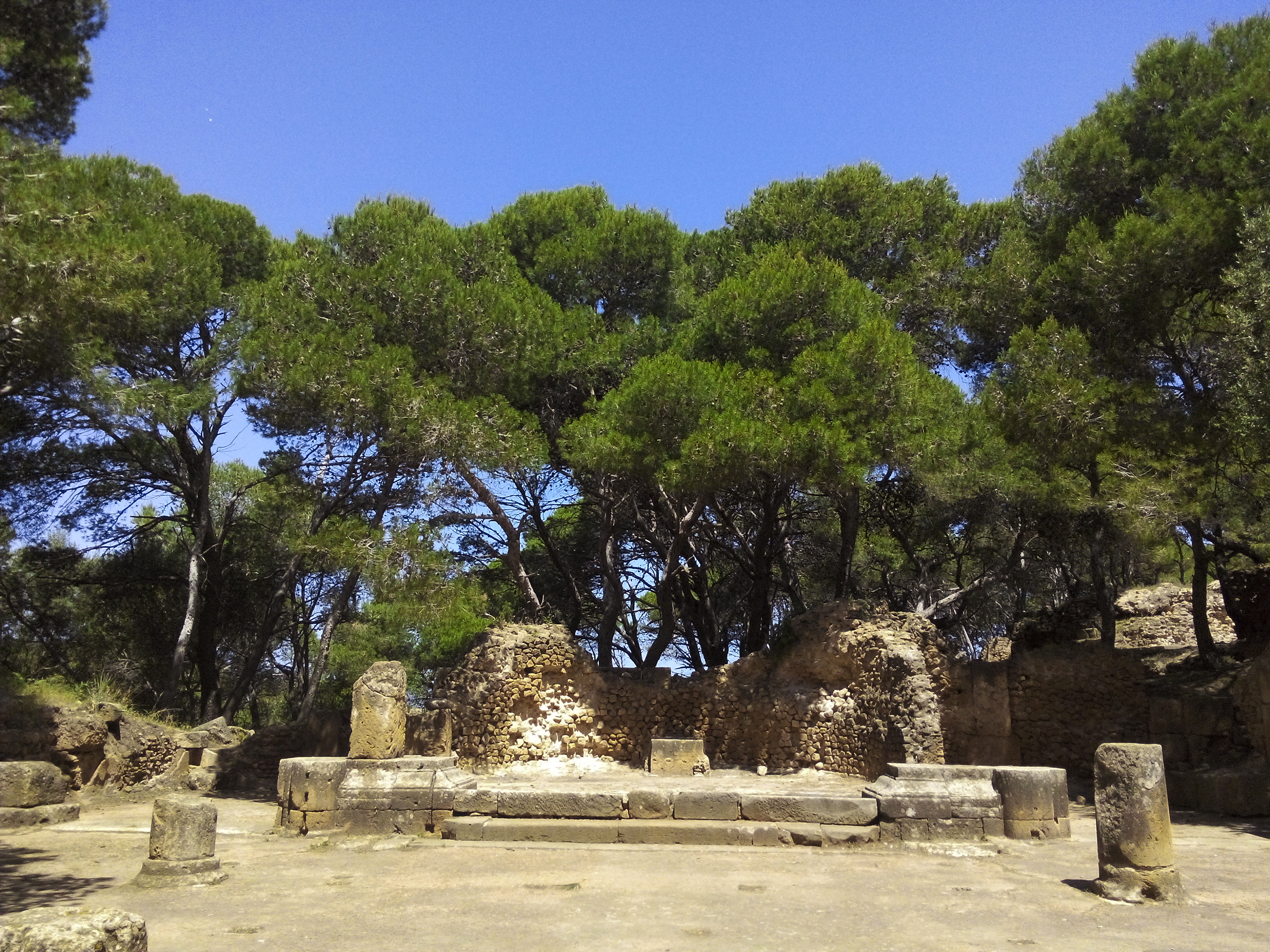
L'estrade de La Basilique Judiciaire.

### Le forum
De la basilique, un escalier permet d'accéder au forum en passant au-dessus d'un cryptoportique (passage couvert en voûte). On aboutit à une vaste esplanade dépouillée, parfaitement dallée de 50 m de long et 25 m de large.
Au nord, le Capitole domine le forum. Il n'en subsiste que les soubassements de l'escalier et les trois cellas accolées qui abritaient les trois divinités protectrices de la cité.
De la Curie qui s'ouvrait sur le portique nord-est, il ne reste que quelques ruines indistinctes.

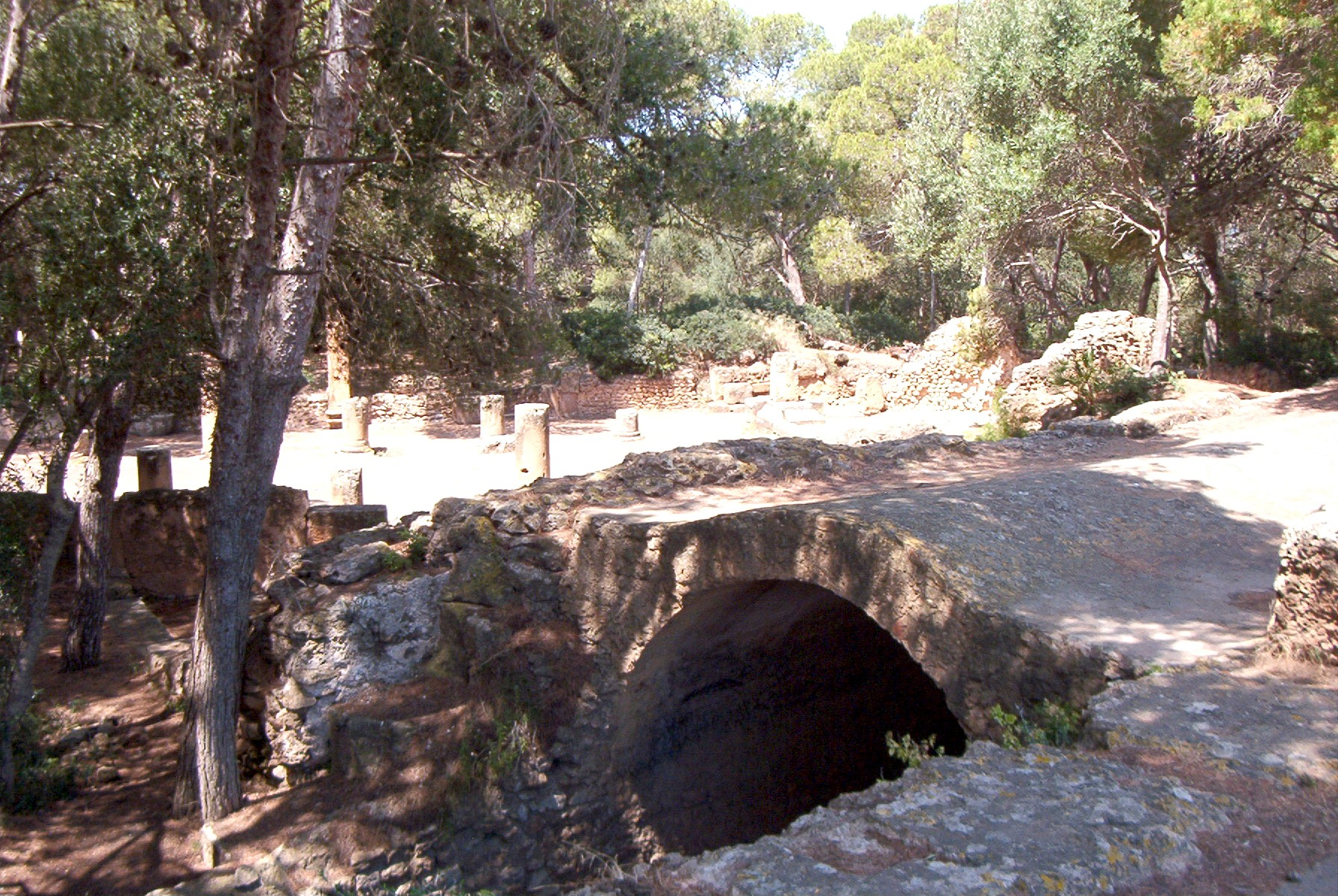
Un cryptoportique
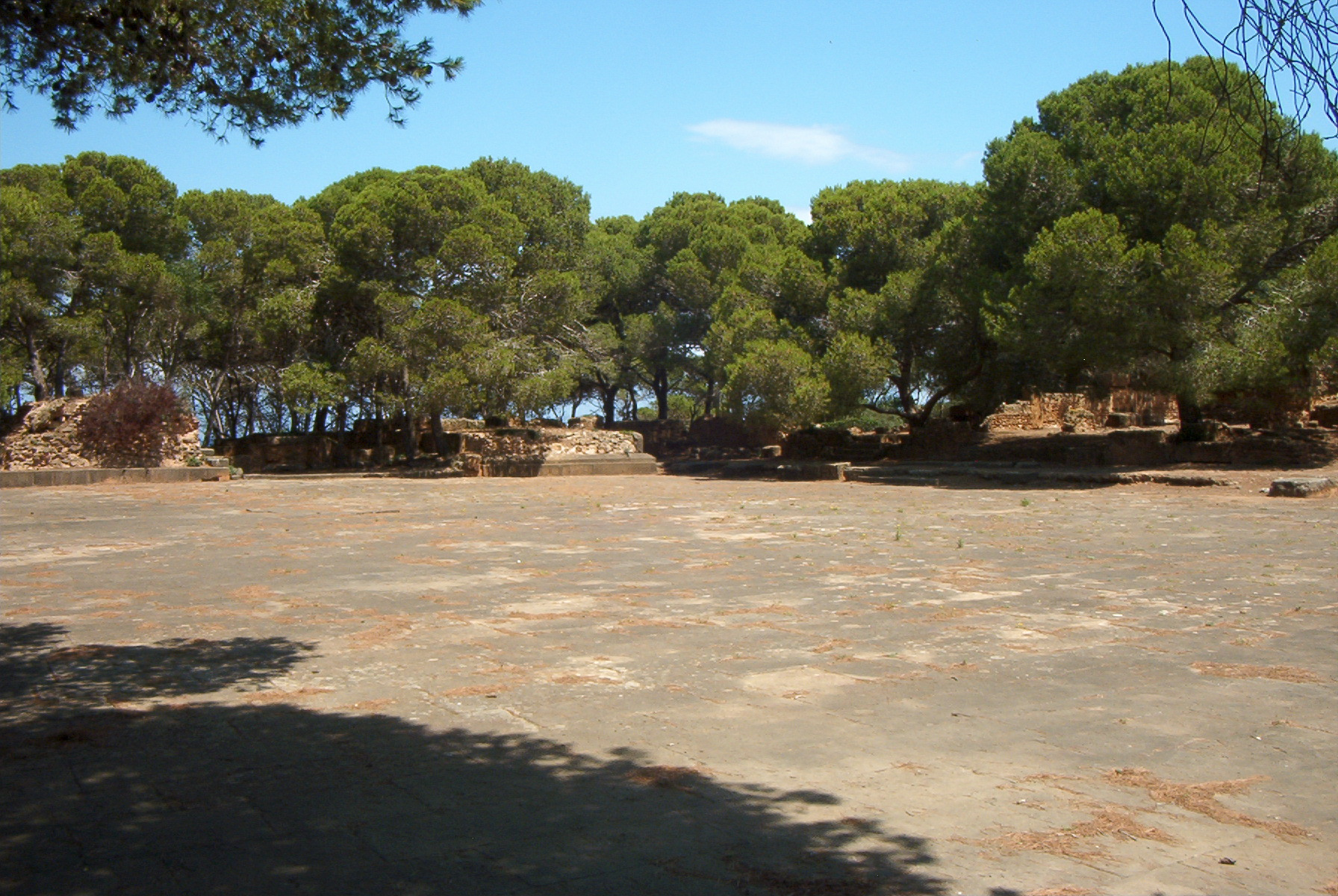
Le forum
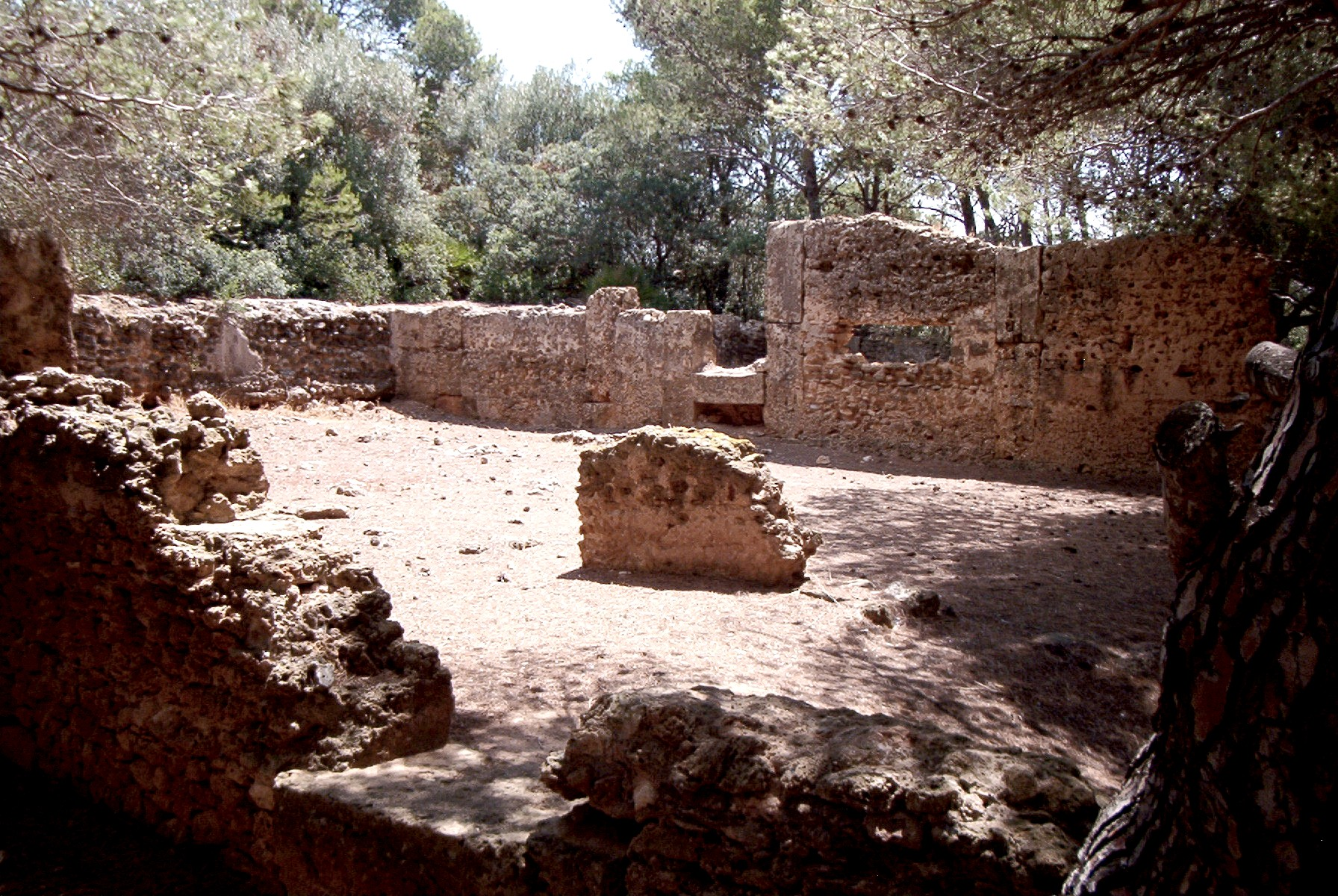
La curie
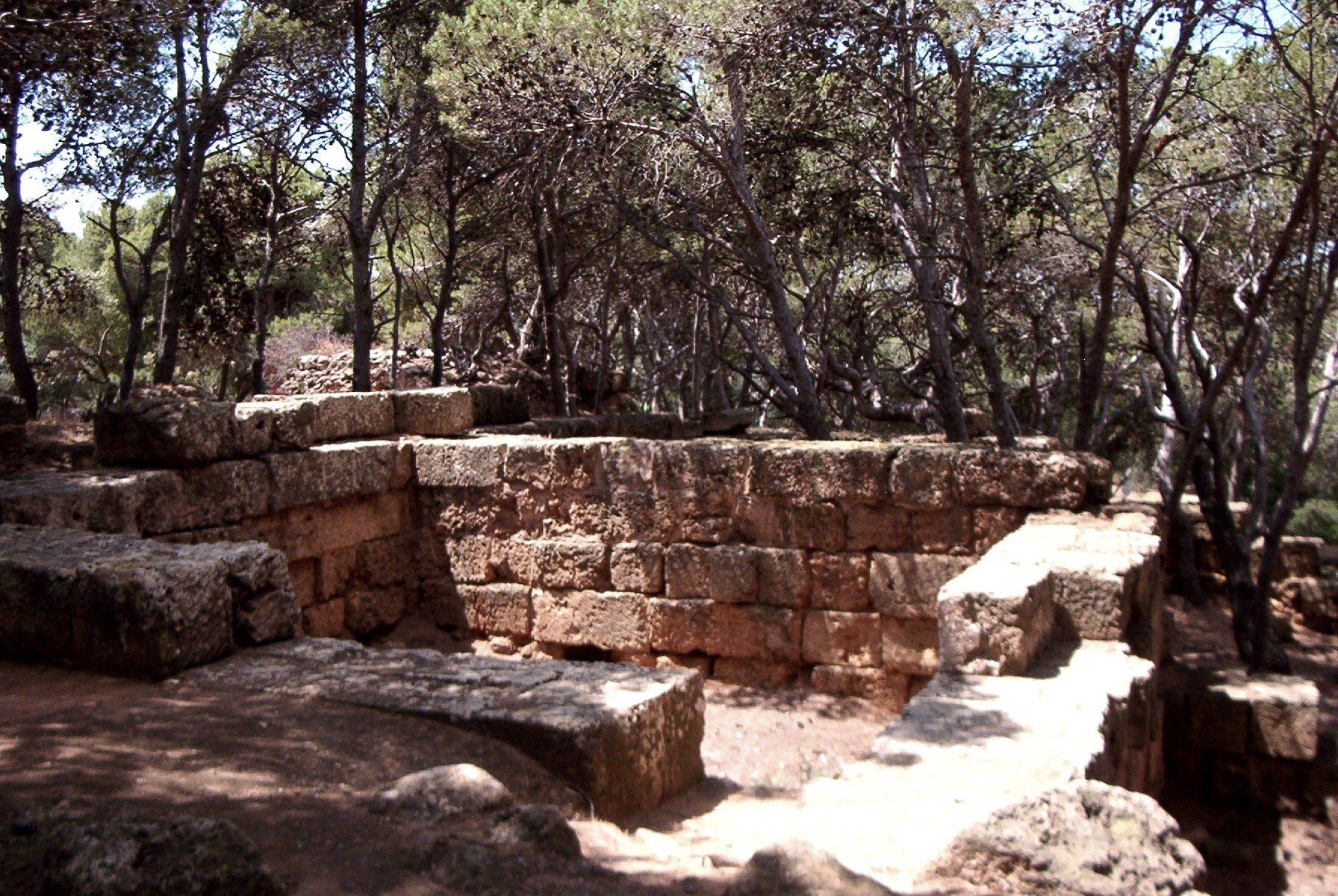
Le capitole

### La villa des fresques
Cette demeure est dénommée ainsi en raison du recueil de fragments de peinture sur enduit qui ornait les murs. On y pénètre par une porte cochère, doublée d'une entrée pour piétons, qui donne sur le portique du cardo. Le vestibule mène à une cour intérieure, le patio, bordé sur quatre côtés par un péristyle autour duquel s'ordonnent les pièces d'habitation. La principale pièce est le salon ou œcus, disposé dans le grand axe de la cour avec la meilleure vue sur le patio et la mer par delà la terrasse (solarium). La villa était peut-être pourvue d'un étage.

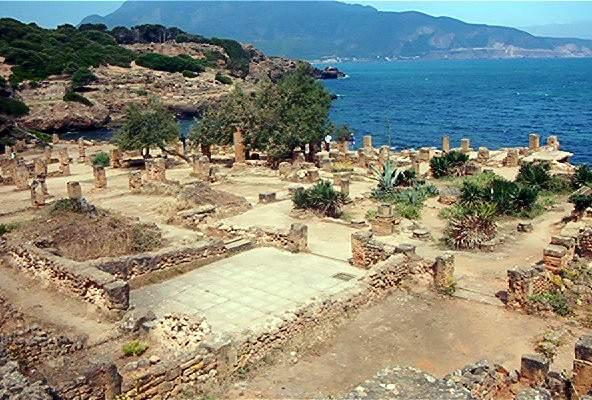
La villa des fresques.
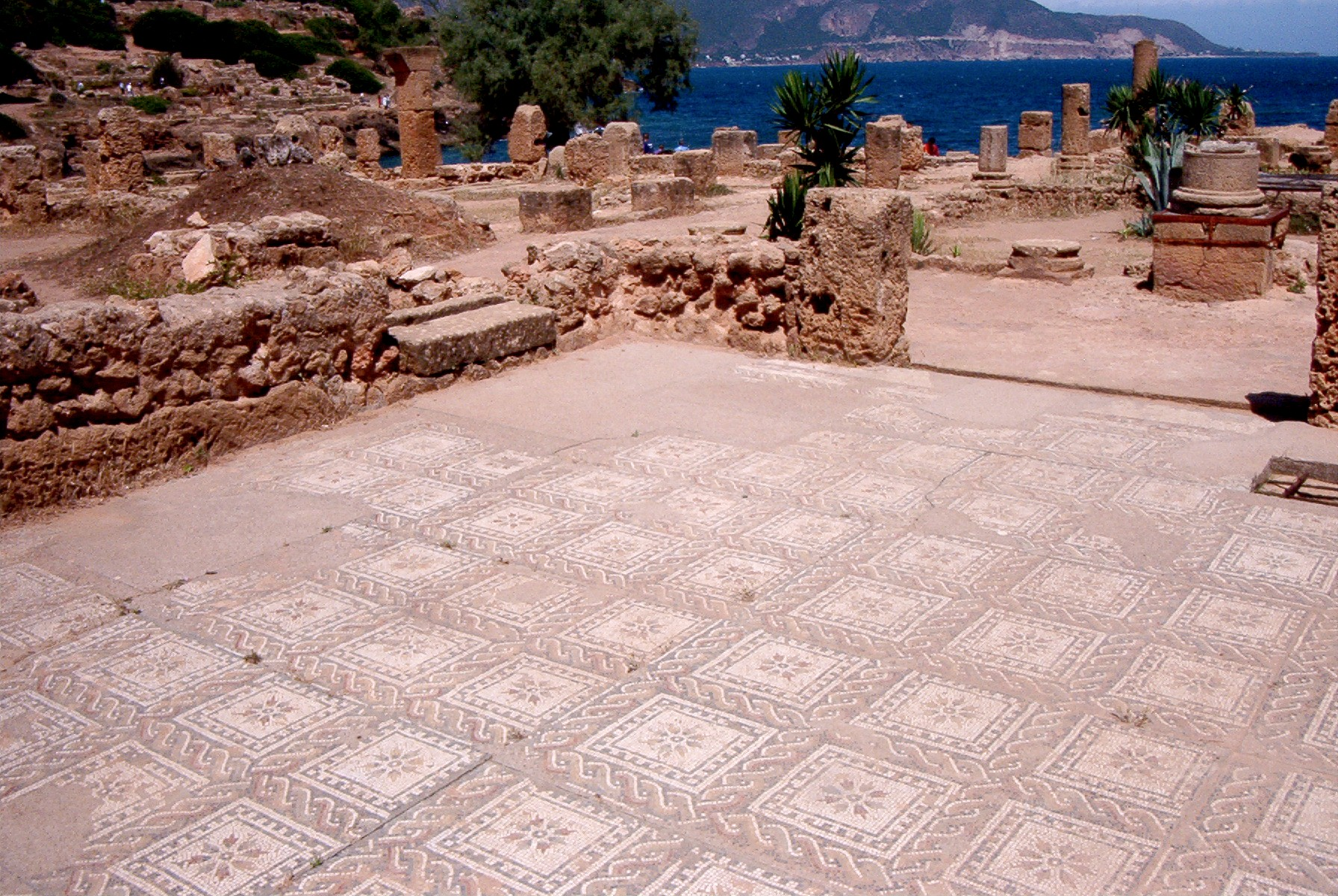
L'œcus
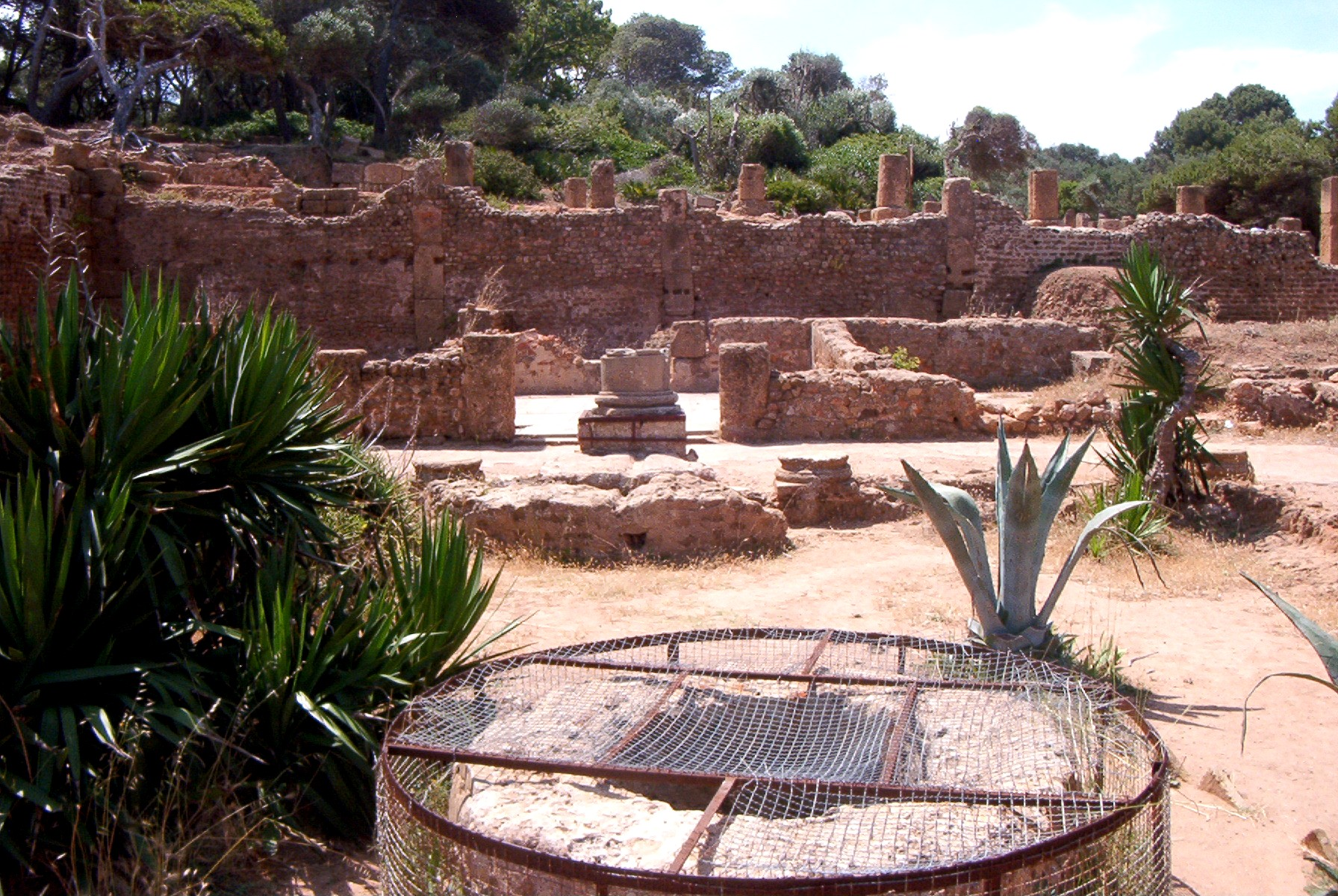
Le patio
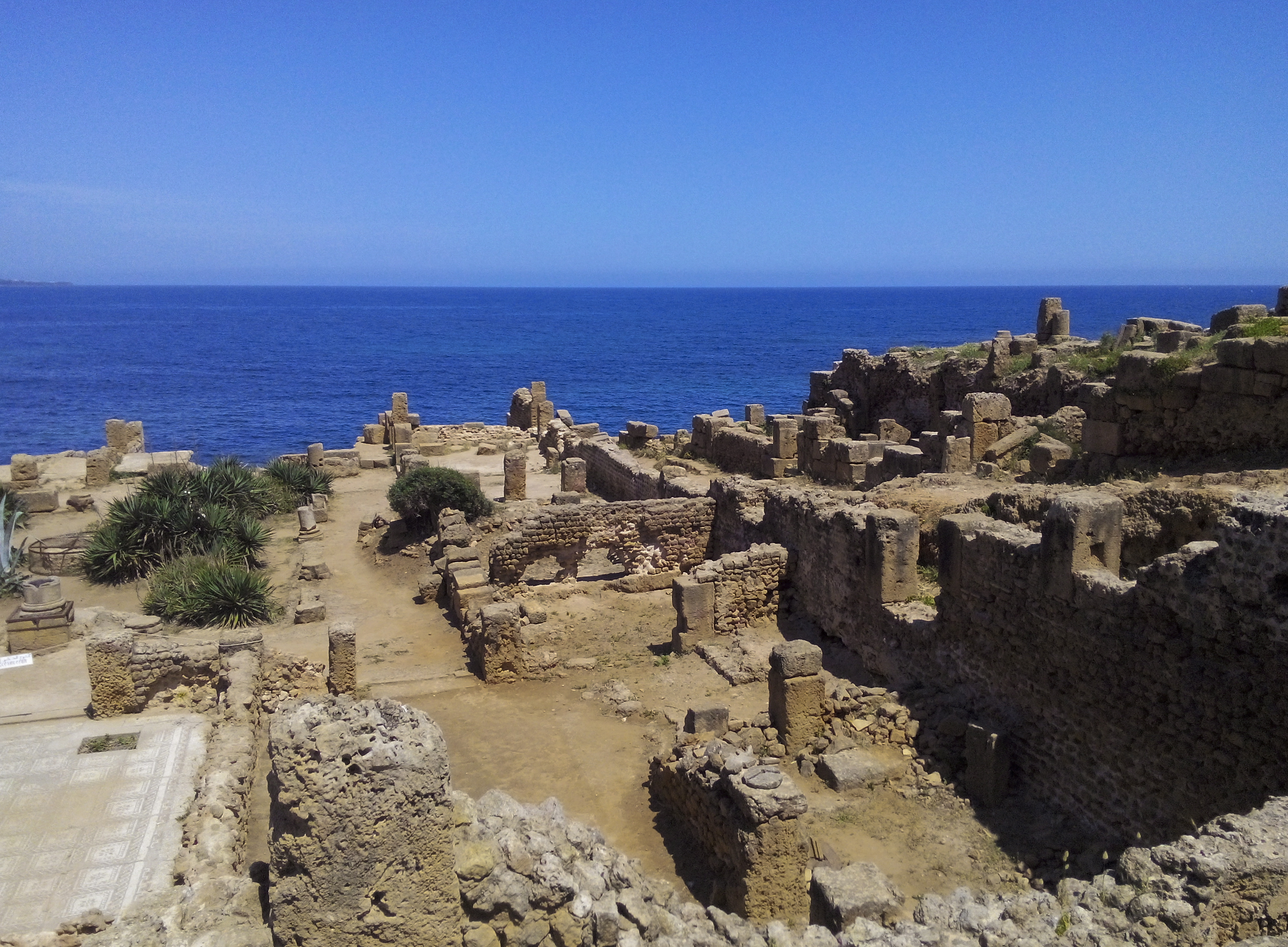
La villa des fresques.

### La grande basilique
Juchée sur un cap, la grande basilique, par ses dimensions (58 m x 42 m) est le plus vaste édifice chrétien fouillé à ce jour sur le sol algérien. Mais aussi l'un des plus dégradés. À l'époque de sa construction, elle comptait une très large nef centrale de plus de treize mètres flanquée de trois collatéraux de chaque côté. Quatre arcades sont encore debout au niveau du premier collatéral de gauche. L'abside déborde sur l'a-pic de la falaise. Au nord de la basilique, s'étaient développés toute une série de bâtiments annexes : une chapelle, un baptistère, des bains, la maison de l'évêque. Au-delà, les vestiges d'une tour  située à l'angle nord-ouest des remparts.

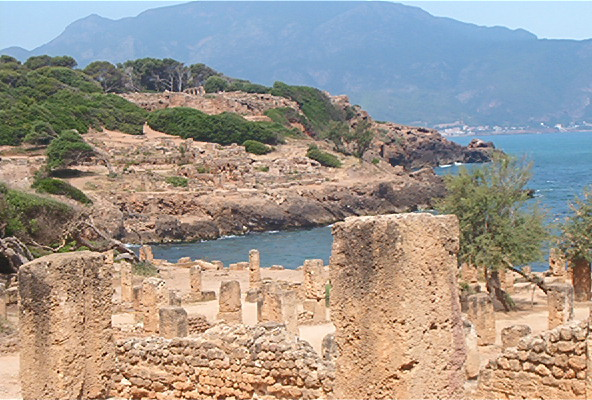
Les arcades de la basilique sur le promontoire
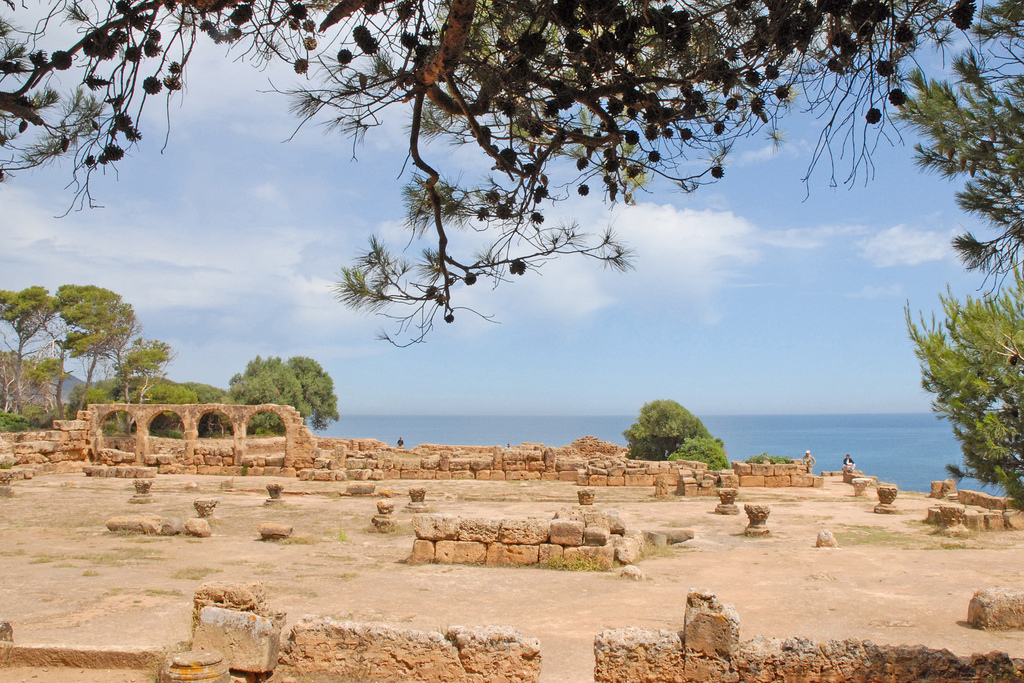
La basilique
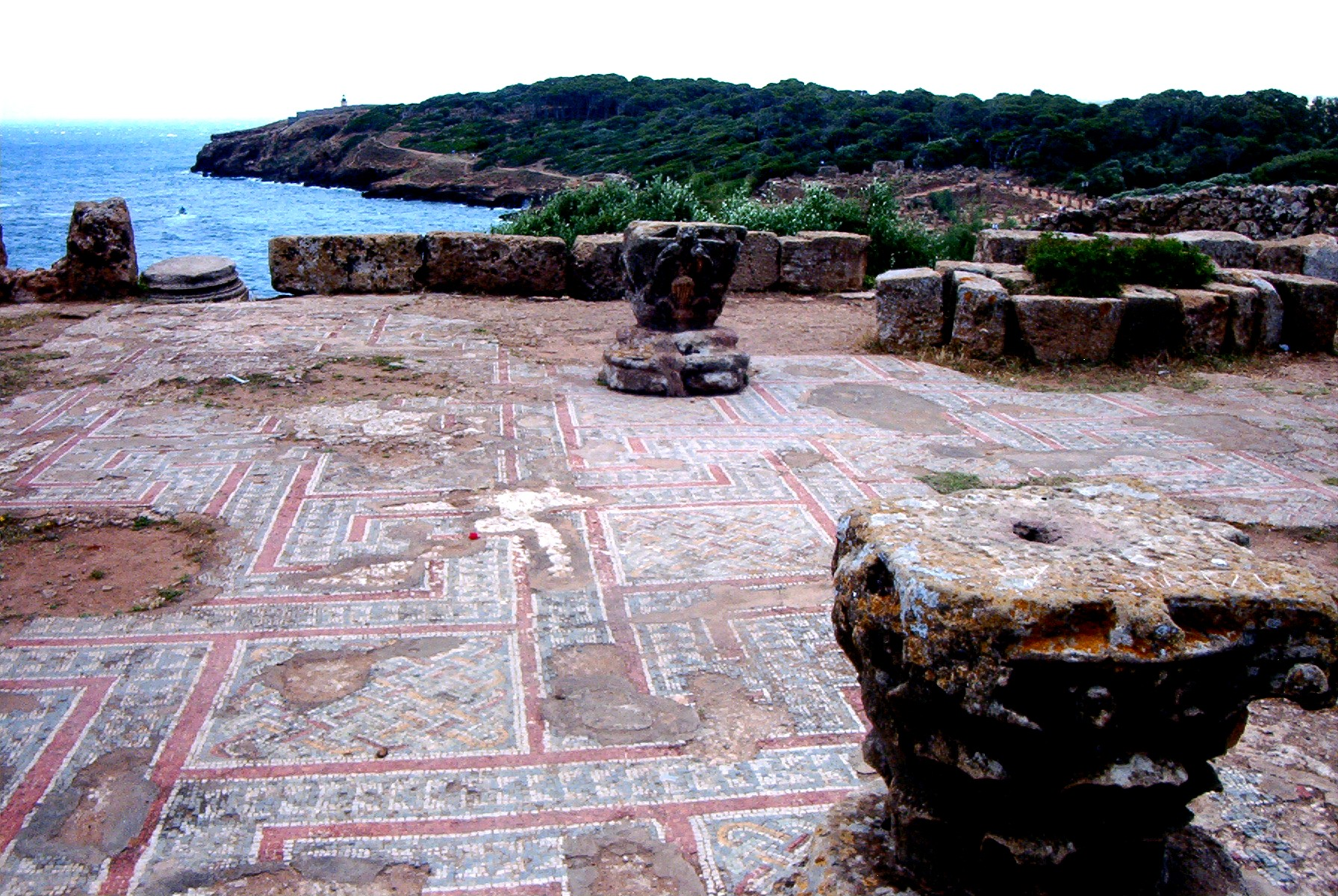
Mosaïques
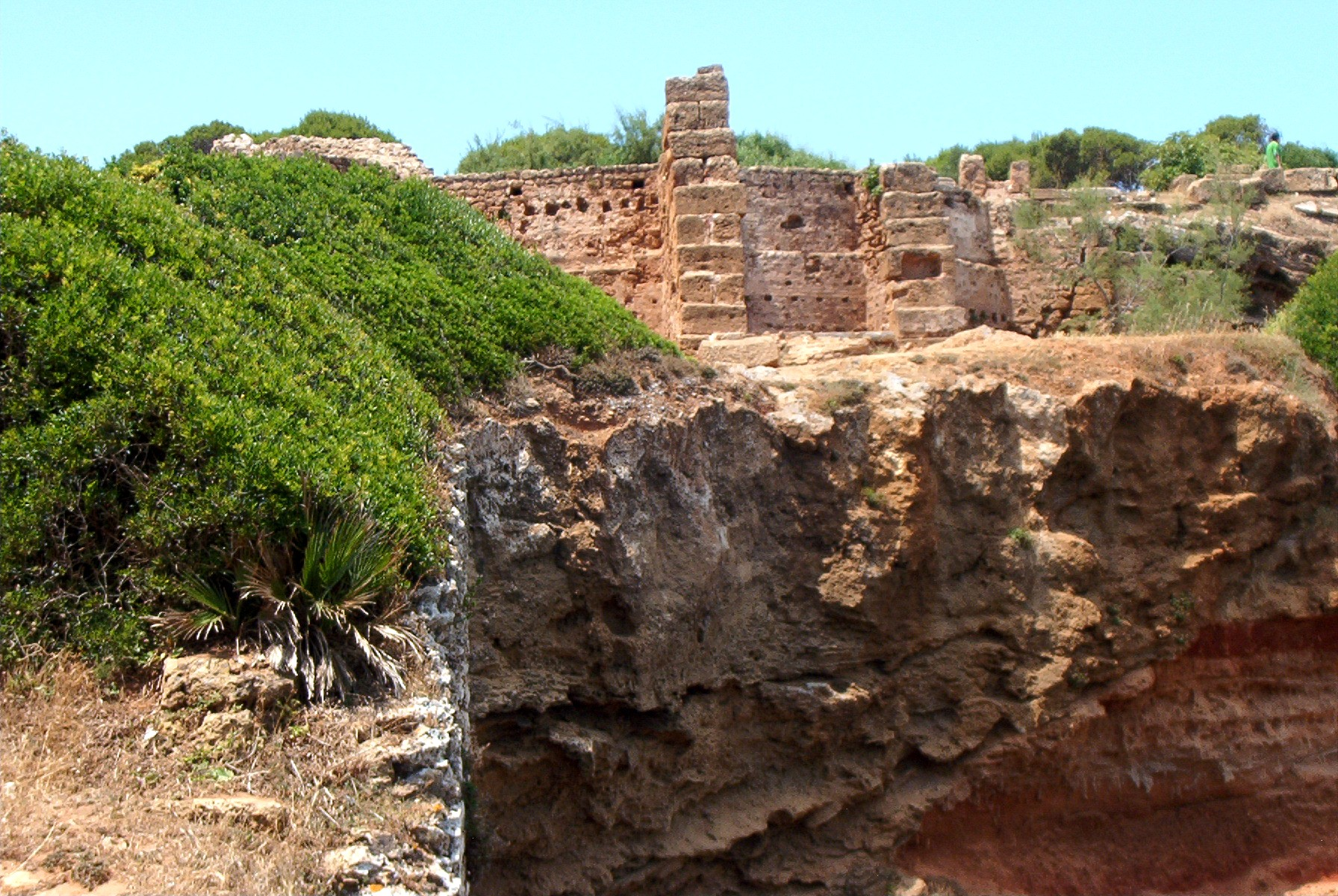
Les contreforts de l'abside

### Le mausolée circulaire
Après avoir franchi le rempart par une poterne située à droite de la tour et suivi un sentier en bordure de la falaise jonché de sarcophages en pierre posés çà et là, on aboutit à la nécropole de l'ouest. C'est un vaste cimetière dont on ne peut dire que toutes les sépultures soient chrétiennes.
Caractéristique de cette époque est le mausolée circulaire : entre les colonnes des niches en arc servaient d'abri à un ou deux sarcophages et au centre une sépulture particulièrement importante dont l'emplacement est nettement distinct. D'autres sarcophages gisent dans l'enceinte du sanctuaire. Un pan de falaise à proximité est creusé de cavités : des hypogées comparables aux hanout d'origine punique.
Deux cents mètres plus loin, au sud-ouest, une basilique dédiée à Alexandre, évêque de la cité, jouxte un cimetière des martyrs. Bâtie sur un terrain rocheux, accidenté, l'église est de forme irrégulière, trapézoïdale et développe une contre-abside à l'ouest. Elle fut explorée en 1892 par l'abbé Saint-Gérand, curé de Tipasa. À son chevet, neuf sarcophages réunis forment une estrade qui était recouverte d'une inscription en mosaïque conservée au Musée national des antiquités et des arts islamiques.

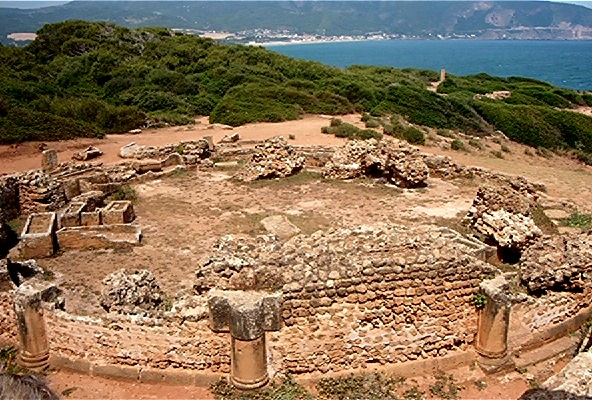
Mausolée circulaire (vue est), en arrière-plan la stèle dédiée à Albert Camus
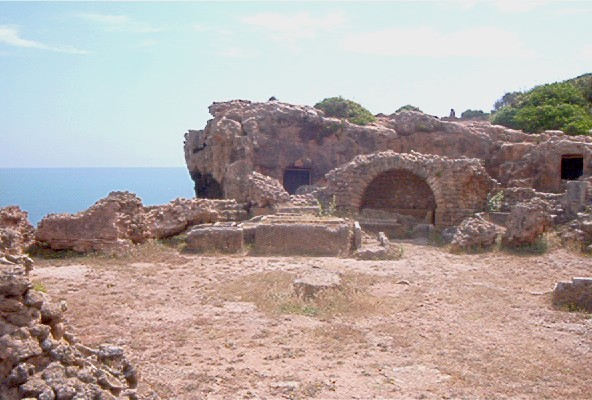
Mausolée circulaire (vue ouest)
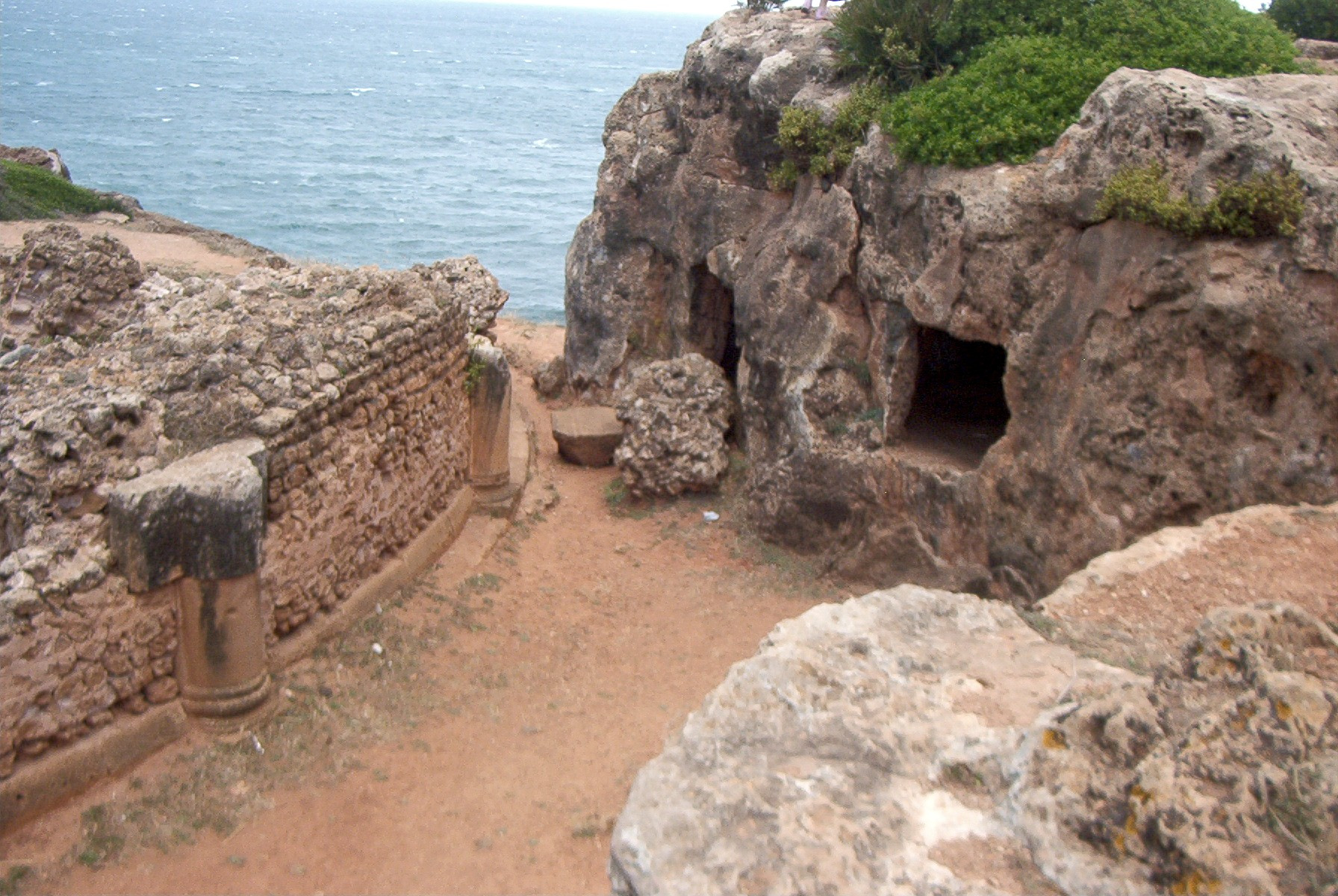
Hanout
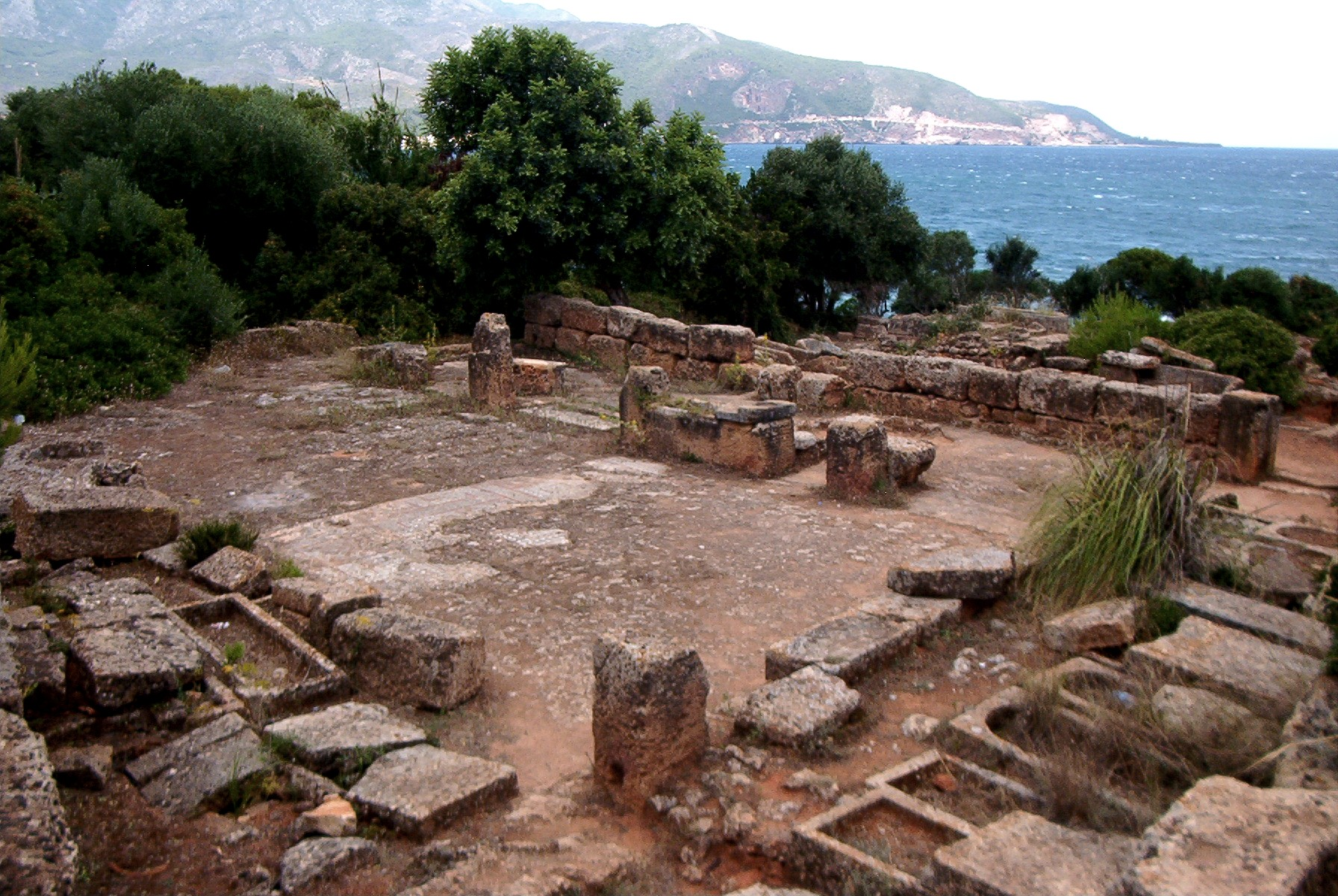
Chapelle d'Alexandre et area martyrum en contrebas

### Le théâtre
Le théâtre de Tipasa fut gravement mutilé en 1847, lorsqu'on utilisa ses maçonneries pour construire un hôpital aux malades atteints de choléra. Contrairement à nombre de théâtres classiques bâtis à flanc de colline, celui-ci est tout entier construit, sur terrain plat, comme à Madaure et Sabratha en Tripolitaine. On verra, en en faisant le tour, les piliers massifs qui supportaient l'édifice. L'auditorium était conforme à la conception traditionnelle en usage chez les Romains. Il pouvait contenir trois à quatre mille spectateurs. On y accédait par des passages souterrains qui débouchaient devant la scène et par quatre escaliers extérieurs donnant sur une galerie courant à mi-hauteur.
Y sont préservés : les voûtes extérieures; les trois premiers gradins; au-delà d'une balustrade dont il ne reste que quelques fragments, l'orchestre semi-circulaire, séparé de la scène par un mur de briques indenté dont la fonction était de briser les échos; au-delà de ce mur, la fosse munie des piliers qui supportaient les planches de la scène. Le mur de scène a été détruit.

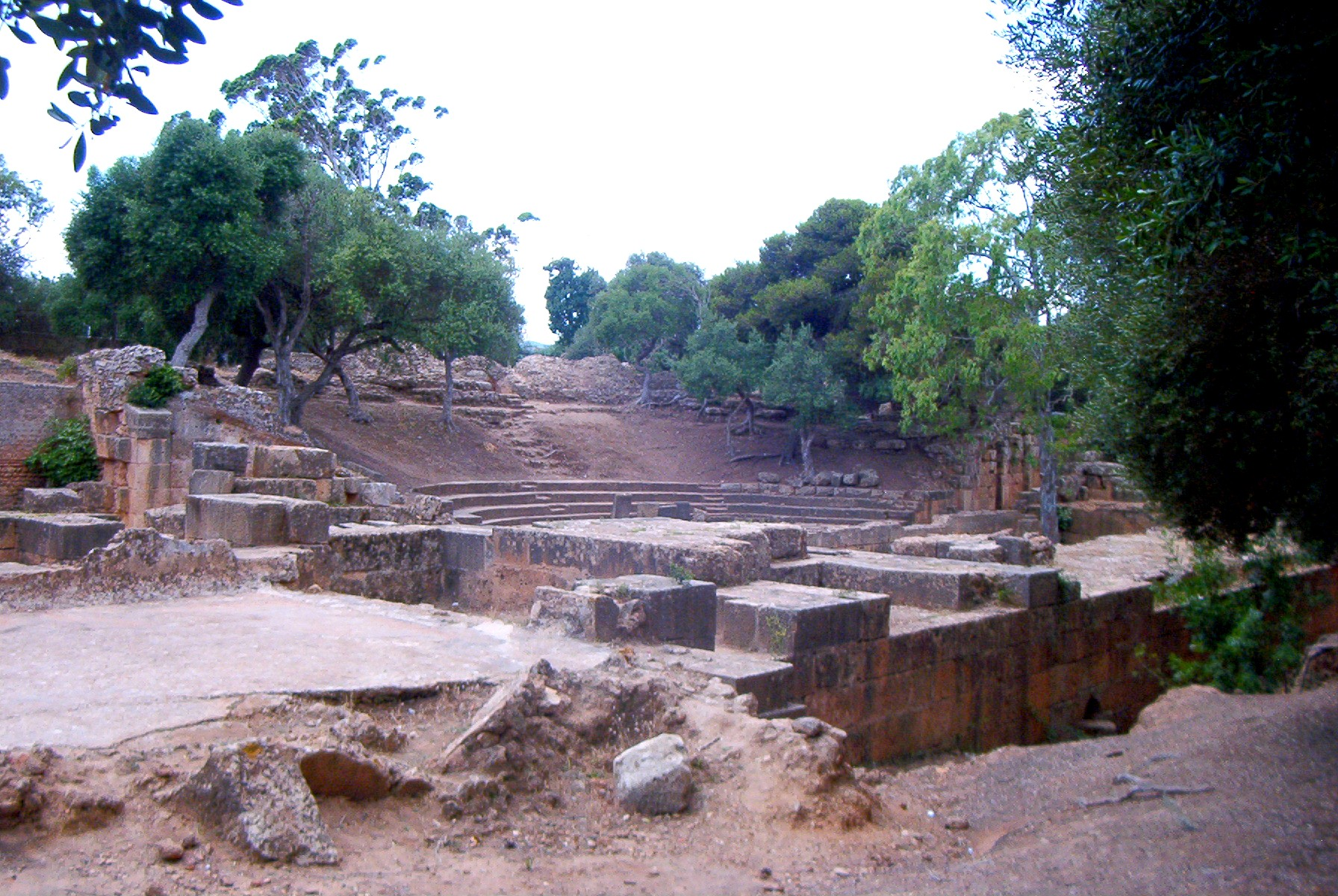
Vue d'ensemble du théâtre
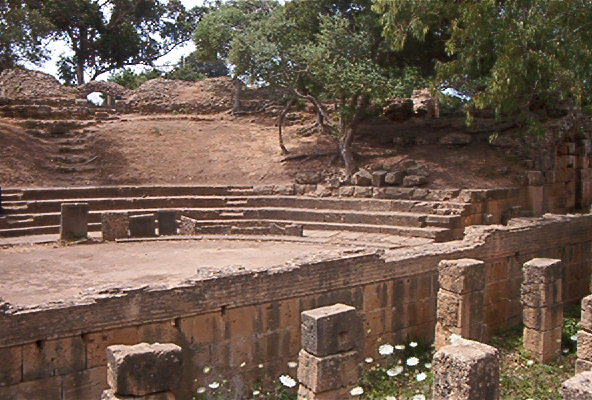
Le théâtre
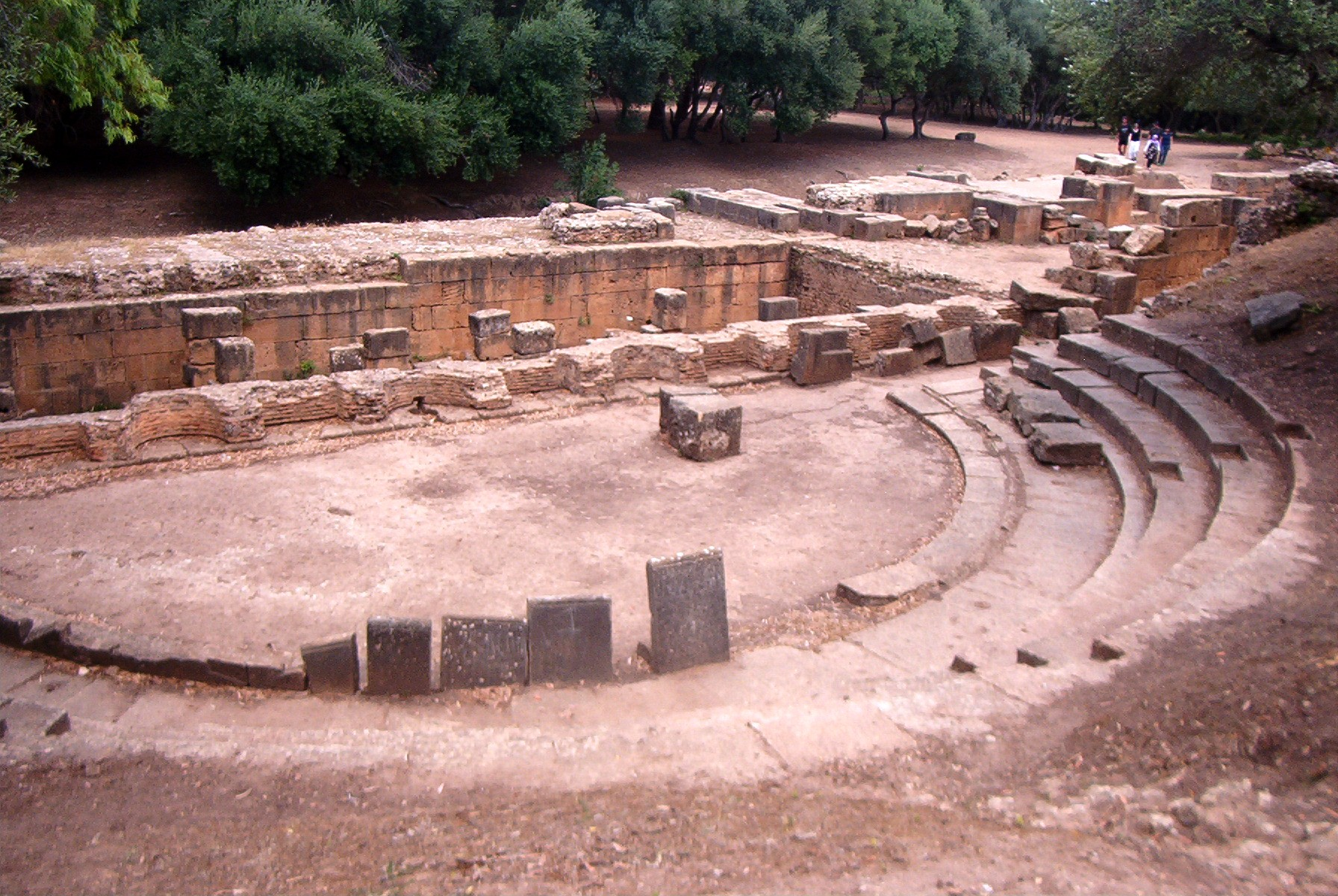
Le théâtre
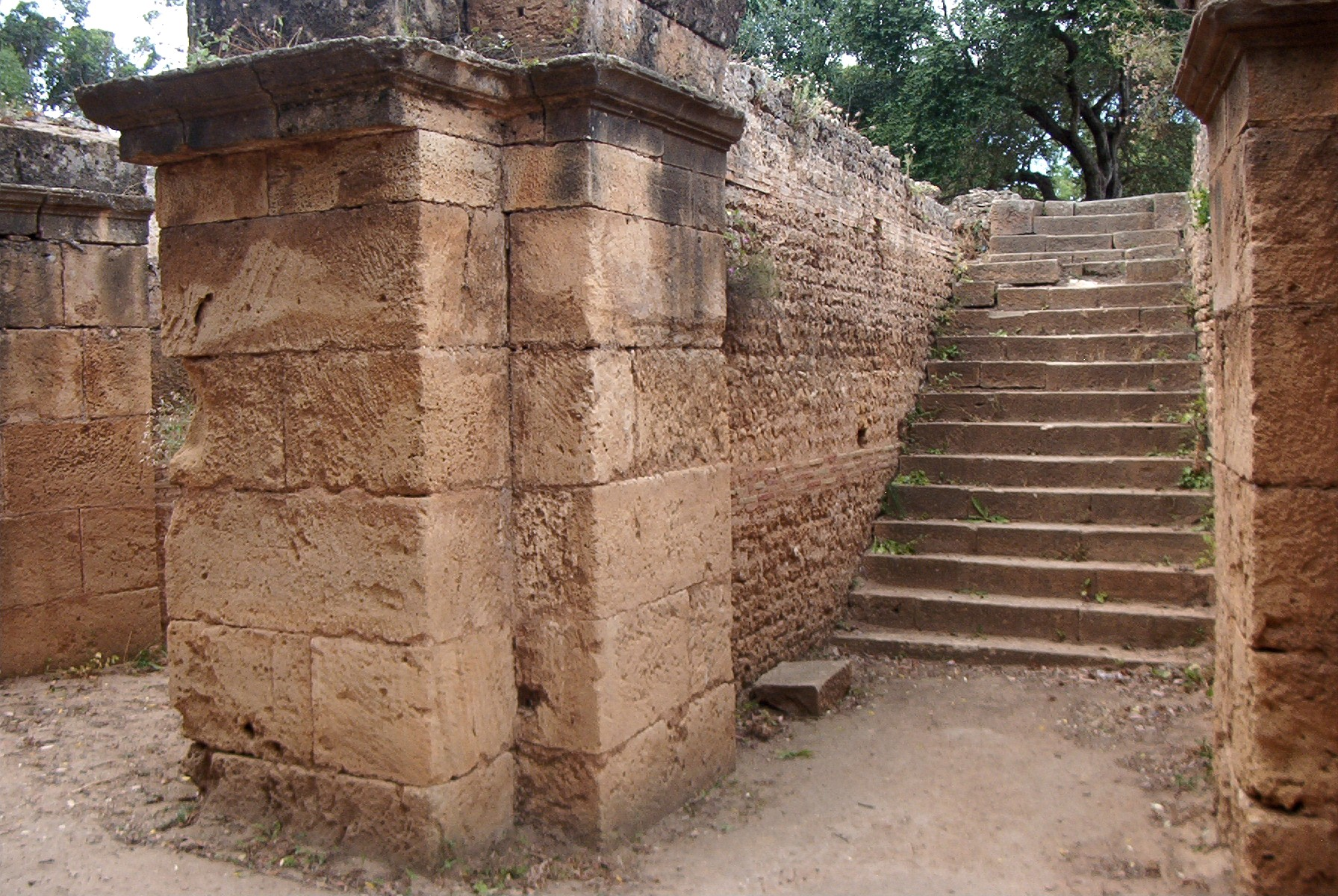
L'escalier d'accès et les piliers en arrière de l'édifice

### Le nymphée
La fontaine publique est de forme semi-circulaire. Cette fontaine monumentale, d’où l’eau ruisselait en cascades, sur les marches, entre les colonnes de marbre et de vasque en vasque avant de parvenir dans un bassin d'où l'on puisait l'eau, ce dont témoignent les profondes échancrures de la margelle, est considérée comme le plus beau nymphée d’Afrique du Nord. Il reste des vestiges de colonnades de marbre bleu et d'un revêtement de marbre polychrome. Derrière le nymphée, l'aqueduc qui amenait l'eau à la ville est encore visible.

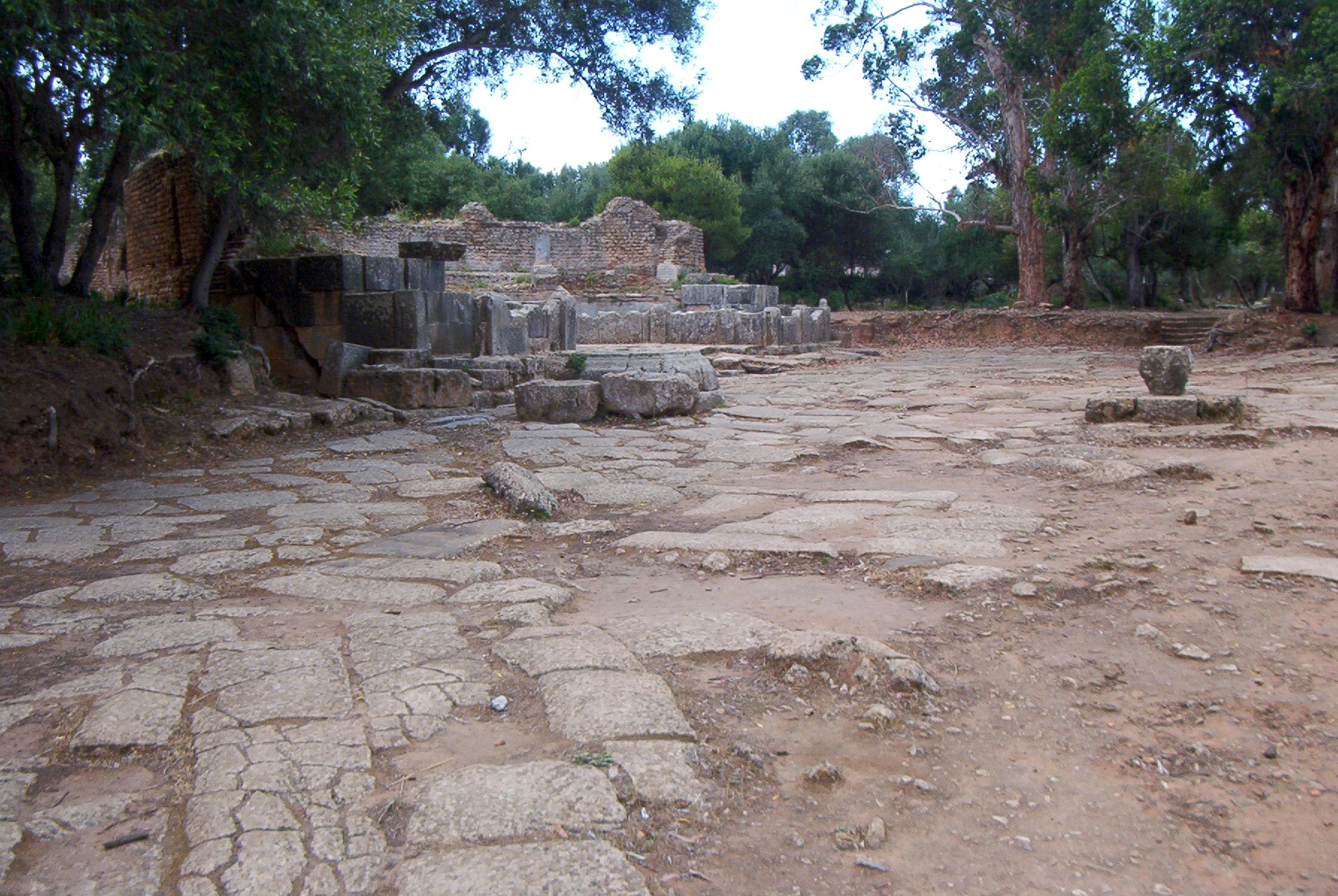
Le decumanus et le nymphée
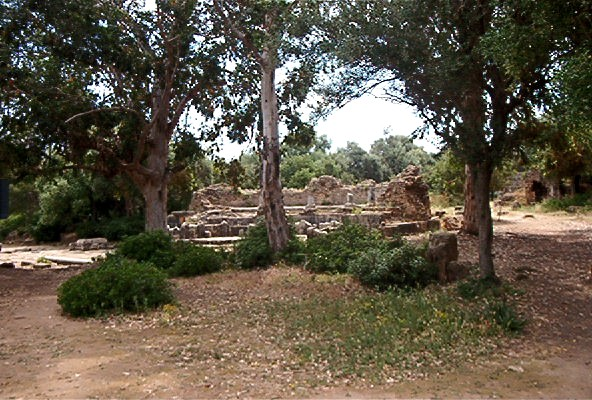
Le nymphée (1)
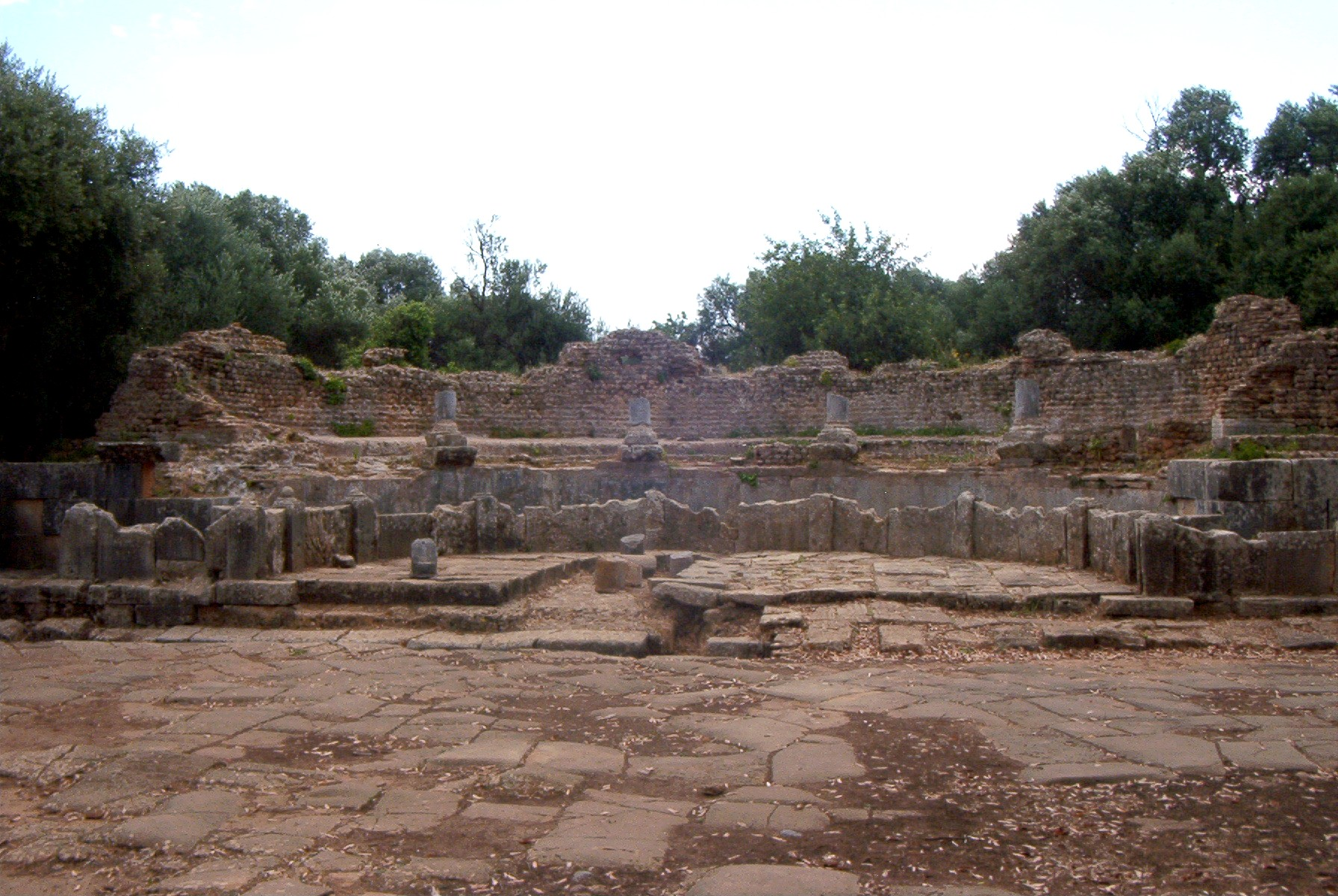
Le nymphée (2)
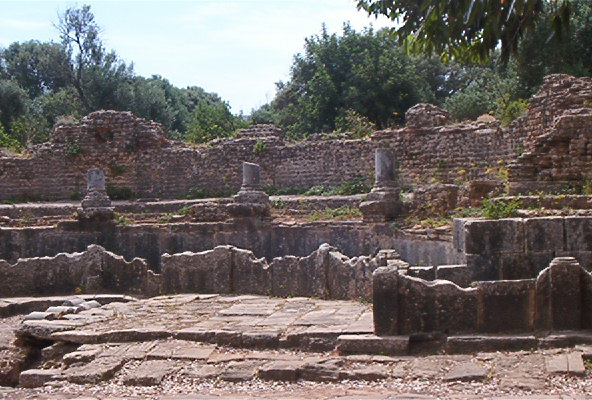
Le nymphée (3)

## Musée de Tipasa
Le musée de Tipasa s’articule autour d’un patio et d’une salle d’exposition.
Dans le patio sont présentées des stèles, des urnes et des poteries, mises en scène autour d’une fontaine et de la sculpture intitulée L’Enfant à l’amphore, qui confèrent à l’ensemble davantage de profondeur.
La salle accueille, en pièce maîtresse, la mosaïque des Captifs qui décorait autrefois l’abside de la basilique judiciaire. On peut également y admirer d’importantes collections de verrerie et de poterie provenant de différentes époques – punique, berbère et romaine – ainsi que quelques sculptures et deux élégants sarcophages en marbre blanc finement sculpté, dont l’un représente la légende de Pélops et d’Œnomaüs.